# Costituzione della Repubblica Italiana
La Costituzione della Repubblica Italiana è la legge fondamentale dello Stato italiano, e si posiziona al vertice della gerarchia delle fonti nell'ordinamento giuridico della Repubblica. Considerata una costituzione scritta, rigida, lunga, votata, compromissoria, laica, democratica e tendenzialmente programmatica, è formata da 139 articoli e da 18 disposizioni transitorie e finali.
Approvata dall'Assemblea Costituente il 22 dicembre 1947 e promulgata dal capo provvisorio dello Stato Enrico De Nicola il 27 dicembre seguente, pubblicata sulla Gazzetta Ufficiale n. 298, edizione straordinaria, dello stesso giorno, ed entrata in vigore il 1º gennaio 1948, ne esistono tre originali: uno presso l'archivio storico della Presidenza della Repubblica Italiana, uno presso l'archivio storico della Camera dei deputati, uno presso l'Archivio Centrale dello Stato. 

## Sinossi storica

### Gli statuti preunitari

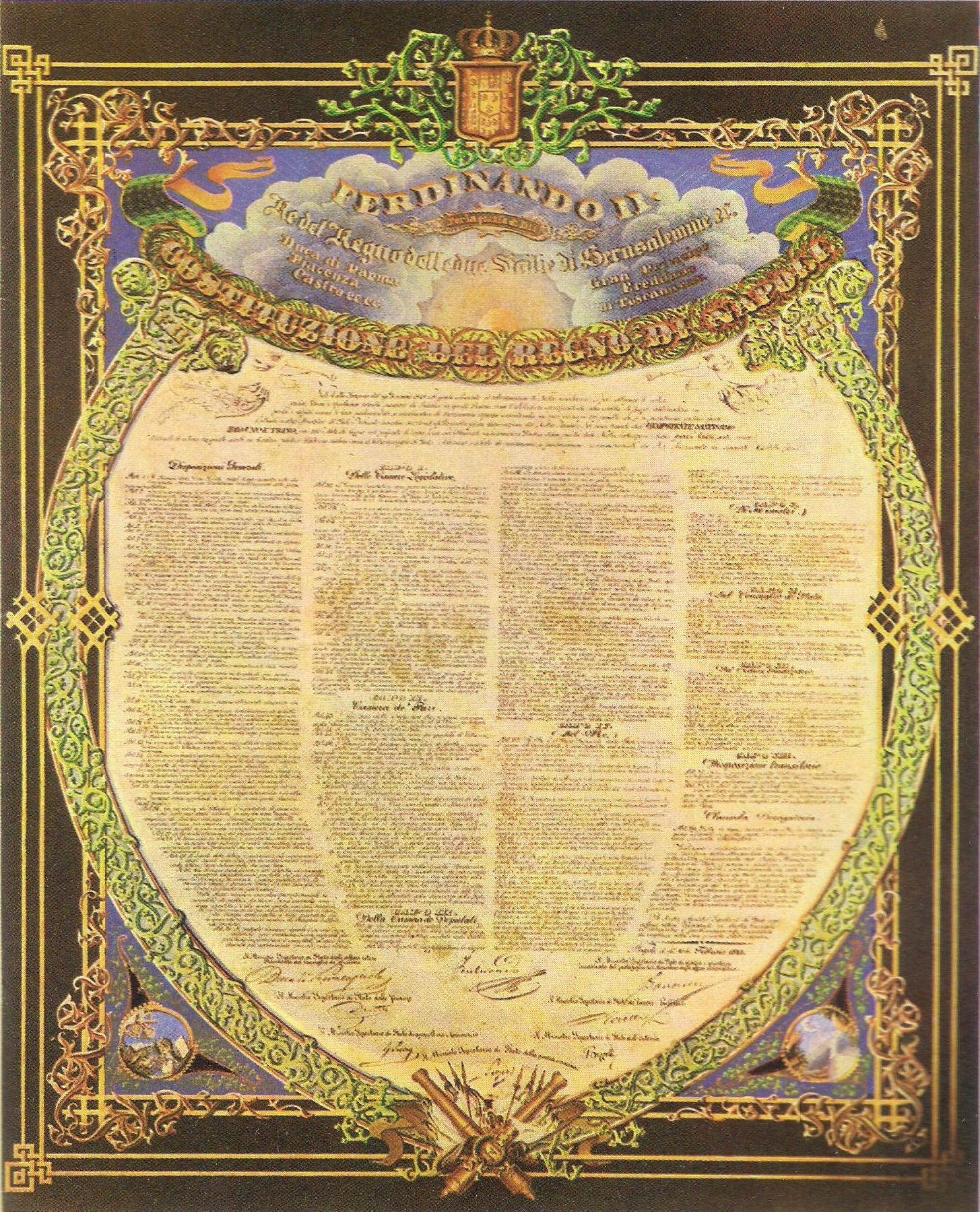
Costituzione del Regno di Napoli del 1848

Il primo esempio in Italia di statuto costituzionale si ebbe a Palermo, quando il 18 luglio 1812 il Parlamento del Regno di Sicilia borbonico riunito in seduta straordinaria, approvò la Costituzione siciliana del 1812, una carta sul modello inglese. La Costituzione prevedeva un parlamento bicamerale formato da una Camera dei comuni, composta da rappresentanti del popolo con carica elettiva, e una Camera dei Pari, costituita da ecclesiastici, militari ed aristocratici con carica vitalizia. Le due camere, convocate dal sovrano almeno una volta l'anno, detenevano il potere legislativo, ma il re deteneva potere di veto sulle leggi del parlamento. Fu soppressa di fatto nel dicembre 1816 con la nascita del Regno delle Due Sicilie.
Nel 1848, con le rivoluzioni scoppiate durante la primavera dei popoli, furono concessi alcuni statuti dai sovrani di alcuni Stati italiani: quello napoletano; quelli del Ducato di Parma e dello Stato della Chiesa; quello albertino nello Stato sabaudo; mentre quello siciliano era non ottriato, dal francese octroyée, cioè non concesso dal sovrano. Lo statuto napoletano, su ispirazione della Seconda Repubblica francese, prevedeva che il potere legislativo fosse condiviso tra re e Parlamento. In Sicilia, invece, si era formato un regno autonomo la cui Costituzione rendeva per la prima volta le due camere elettive mentre conferiva il potere esecutivo al re che lo esercitava per mezzo dei ministri responsabili, da lui nominati, che sottoscrivevano ogni suo ordine. Veniva riconosciuta la libertà di parola, di stampa nonché di insegnamento. Tale carta costituzionale era "rigida", in quanto per effettuare modifiche era necessaria una procedura aggravata che prevedeva il concorso di due terzi dei votanti presenti di ciascuna camera.
Anche lo Statuto dello Stato della Chiesa conteneva norme simili alle altre carte coeve. Fatti salvi la dichiarazione della religione cattolica come religione di Stato e il potere di censura ecclesiastica preventiva sulle pubblicazioni religiose, erano recepite le libertà fondamentali del cittadino: la magistratura era indipendente dal potere politico, i tribunali speciali erano aboliti, era garantita la tutela della libertà personale e l'inviolabilità della proprietà. Per la prima volta nello Stato della Chiesa, i laici erano ammessi sia nel ramo esecutivo che legislativo. L'iniziativa legislativa apparteneva ai ministri, che erano di nomina pontificia. Le leggi erano formate tramite un sistema bicamerale perfetto, costituito dall'"Alto Consiglio" e dal "Consiglio dei Deputati". I membri del primo erano nominati a vita dal pontefice, senza limitazione di numero, quelli del secondo erano eletti. Le leggi, dopo l'approvazione, dovevano essere controfirmate dal pontefice. Nell'esercizio delle loro funzioni i membri delle due Camere erano "inviolabili" e, se condannati, potevano essere arrestati solo con il consenso del Consiglio di appartenenza.

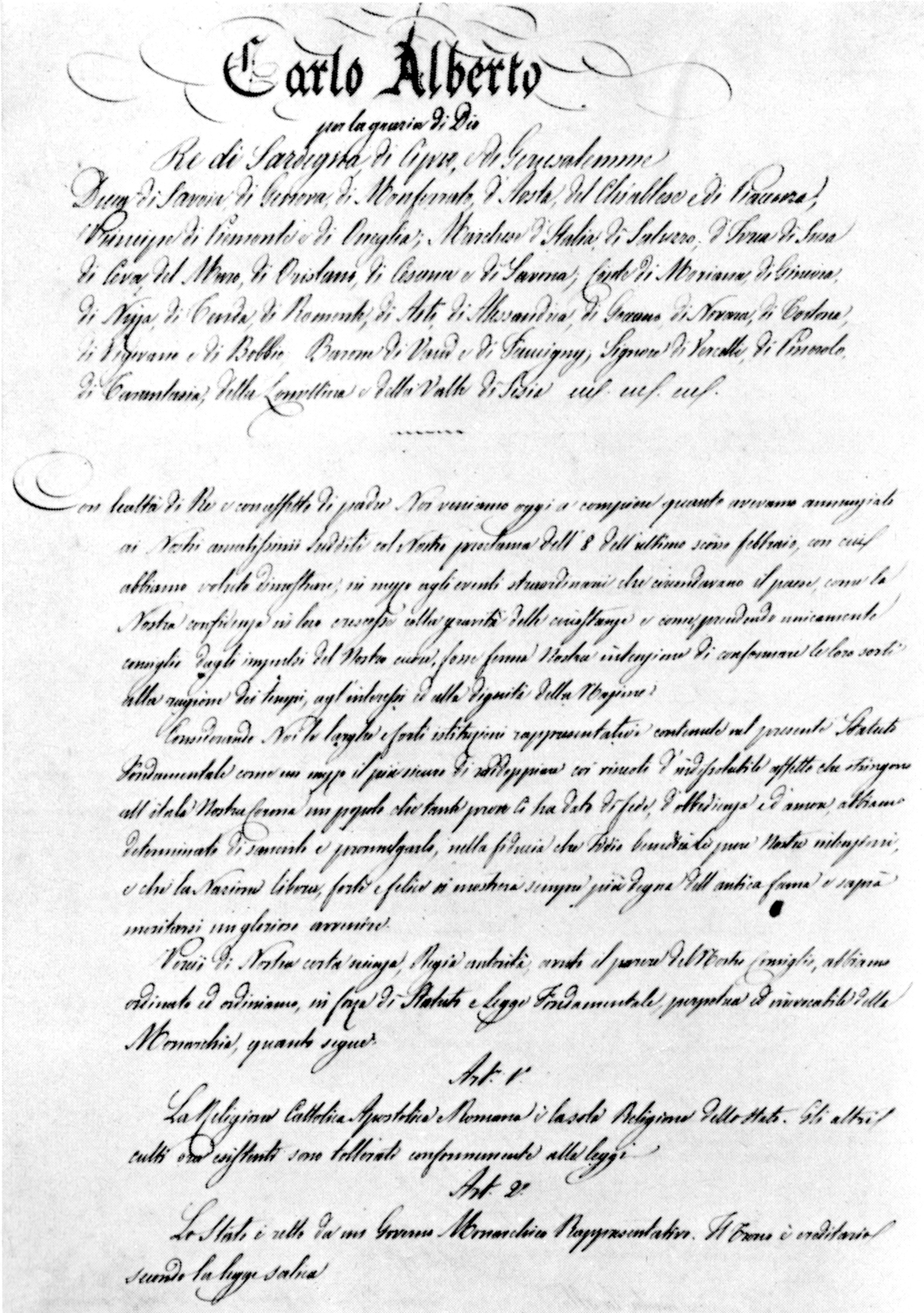
Lo Statuto albertino

Sempre nel 1848 Carlo Alberto di Savoia concesse nel Regno di Sardegna lo Statuto albertino, concessione che non venne revocata dal suo successore Vittorio Emanuele II, diversamente da quanto accadde nello Stato della Chiesa e nel Regno delle Due Sicilie.
Lo Statuto albertino fu simile alle altre costituzioni rivoluzionarie vigenti nel 1848: rendeva lo Stato sabaudo una monarchia costituzionale ereditaria secondo la legge salica, con concessioni di poteri al popolo su base rappresentativa. La sovranità apparteneva al re il quale, da sovrano assoluto, si trasformava in principe costituzionale per sua esplicita volontà e concessione, limitandosi nei suoi poteri. Era una tipica costituzione ottriata, ossia concessa dal sovrano, e da un punto di vista giuridico si caratterizzava per la sua natura flessibile, ossia derogabile e integrabile in forza di un atto legislativo ordinario. Poco tempo dopo la sua entrata in vigore, proprio a causa della sua flessibilità, fu possibile portare l'Italia da una forma di monarchia costituzionale pura a quella di monarchia parlamentare, sul modo di operare tradizionale delle istituzioni inglesi.
Lo statuto corrisponde a ciò che si definisce una "costituzione breve", limitandosi a enunciare i diritti e a individuare la forma di governo. Tra i diritti veniva riconosciuto il principio di uguaglianza, la libertà individuale, l'inviolabilità del domicilio, la libertà di stampa e la libertà di riunione. Il capo supremo dello Stato era il re e la sua persona era "sacra ed inviolabile", i ministri rispondevano giuridicamente per gli atti regi. Il re era tuttavia tenuto a rispettare le leggi, ma non poteva essere oggetto di sanzioni penali. Egli esercitava il potere esecutivo attraverso i ministri, convocava le Camere, scioglieva quella dei Deputati e aveva il potere di sanzione delle leggi, istituto diverso dall'odierna promulgazione presidenziale, poiché il re valutava nel merito e poteva respingerle. Inoltre, il re nominava autonomamente il Consiglio dei ministri e il Parlamento si limitava al potere legislativo; la prassi applicativa, tuttavia, sempre più spesso voleva che il Consiglio dei ministri si rifiutasse di restare in carica quando non gradito alla camera elettiva, così che il re fosse considerato più quale rappresentante dell'unità statale che come capo dell'esecutivo.
Il Parlamento era composto di due Camere: il Senato subalpino, di nomina regia e vitalizia, e la Camera dei deputati, eletta su base censitaria e maschile. I progetti di legge potevano essere promossi dai ministri, dai parlamentari e dal re. Per diventare legge dovevano essere approvati nello stesso testo da entrambe le Camere e, in seguito, essere munite di sanzione regia. Per quanto riguardava il potere giudiziario, il re nominava i giudici e aveva il potere di grazia. A garanzia del cittadino stava il rispetto del giudice naturale e il divieto del tribunale straordinario, la pubblicità delle udienze e dei dibattimenti. I giudici, dopo tre anni di esercizio, avevano garantita l'inamovibilità, mentre gli era negata l'interpretazione delle leggi con rilievo direttamente normativo.

### Dall'unità d'Italia alla prima guerra mondiale
A seguito del Risorgimento e dell'unità d'Italia portata a compimento dal Regno di Sardegna (1861), la continuità costituzionale tra quest'ultimo e il nuovo Regno d'Italia avvenne tramite l'estensione dello Statuto albertino a tutti i territori progressivamente entrati a far parte del novo Stato nel corso delle guerre d'indipendenza. Dal punto di vista istituzionale, lo Stato unitario italiano nacque con la legge 17 marzo 1861 n. 4671, che attribuiva a Vittorio Emanuele II «re di Sardegna», e ai suoi successori, il titolo di «re d'Italia». È la nascita giuridica di uno Stato italiano (anche se altri Stati avevano già portato il passato il nome di "Regno d'Italia", dal Regno longobardo per finire col Regno napoleonico). Lo Statuto albertino era rimasto quindi in vigore quasi esattamente 100 anni quando nel 1948 entrò in vigore la Costituzione repubblicana.
Il primo Parlamento dello Stato unitario, al principio del 1861, si compose con un suffragio elettorale ristretto al 2% della popolazione (corrispondente a 600000 cittadini) comprendendo ovvero solo i cittadini maschi con una data capacità contributiva; con la legge del 22 gennaio 1882, n. 999 il diritto di voto venne esteso anche a chi avesse la licenza scolastica elementare arrivando dunque a coinvolgere il 7% degli italiani, ovvero circa 2000000 su una popolazione di 28452000 cittadini. Con la legge del 30 giugno 1912 n. 666 la percentuale degli aventi diritto salì al 23% della popolazione allargando il suffragio a tutti i cittadini maschi che avessero compiuto 30 anni o che, pur minori di 30 anni ma maggiori di 21, avessero un reddito di almeno 19,20 lire, o la licenza elementare, oppure avessero prestato il servizio militare. Infine, al termine della prima guerra mondiale venne introdotto, grazie alla legge del 16 dicembre 1918, n. 1985, il suffragio universale maschile ai maggiori di 21 anni o chi avesse adempiuto al servizio militare.
Benché l'articolo 1 proclamasse il cattolicesimo religione di Stato, le relazioni fra la Santa Sede e lo Stato furono praticamente interrotte tra il 1870 e il 1929, per via della "questione romana".

### Il ventennio fascista

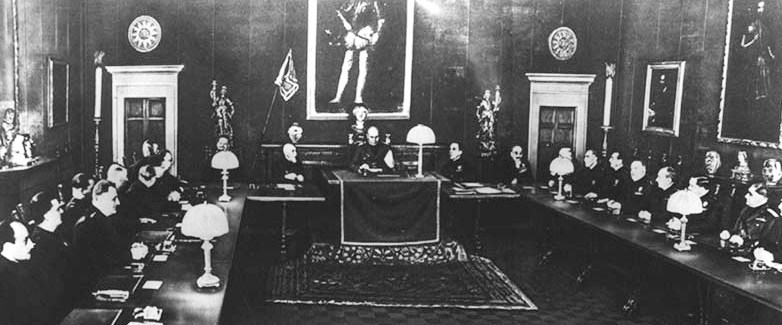
Il gran consiglio del fascismo durante la seduta del 9 maggio 1936, in cui fu proclamato l'Impero.

Al termine della prima guerra mondiale e con i conseguenti rivolgimenti, in Europa si assistette a una evoluzione del costituzionalismo che si concretizzò in diverse esperienze politiche come la Seconda Repubblica Spagnola o la Repubblica di Weimar, ma in Italia non si verificò un processo analogo.
Anche a causa della mancanza di rigidità dello Statuto, ritenuto irrevocabile nei principi ma modificabile tramite legge in molte delle sue proposizioni, con l'avvento del fascismo lo Stato fu gradualmente deviato verso un regime autoritario, ove furono stravolte le forme di libertà pubblica garantite fino ad allora: le opposizioni vennero bloccate o eliminate, la Camera dei deputati fu abolita e sostituita dalla "Camera dei fasci e delle corporazioni", il diritto di voto fu cancellato; diritti, come quello di riunione e di libertà di stampa, furono piegati in garanzia dello Stato fascista, mentre il partito unico fascista non funzionò come mezzo di partecipazione, ma come strumento di intruppamento della società civile e di mobilitazione politica pilotata dall'alto.
Il fascismo non si dotò mai di una propria costituzione e lo Statuto albertino non venne mai formalmente abolito, sebbene le leggi e le azioni del governo dittatoriale lo svuotarono completamente nella sostanza. Alcuni sostengono che lo Statuto fu violato già con la nomina di Mussolini a Presidente del Consiglio, ottenuta con la forza in quanto era allora rappresentante solo di una minoranza parlamentare. I rapporti con la Chiesa cattolica vennero invece ricomposti e regolati tramite i Patti Lateranensi del 1929, che ristabilirono ampie relazioni politico-diplomatiche tra la Santa Sede e lo Stato italiano.
Il 25 luglio 1943 Benito Mussolini venne estromesso dal governo del regno e il re Vittorio Emanuele III nominò il maresciallo Pietro Badoglio per presiedere un nuovo esecutivo, che ripristinò in parte le libertà dello statuto; iniziò così il cosiddetto "regime transitorio", di cinque anni, che terminò con l'entrata in vigore della nuova Costituzione e le successive elezioni politiche dell'aprile 1948, le prime della storia repubblicana. Ricomparvero quindi i partiti antifascisti costretti alla clandestinità, riuniti nel Comitato di Liberazione Nazionale, decisi a modificare radicalmente le istituzioni con l'obiettivo di ripristinare lo Stato democratico.
Con il progredire e il delinearsi della situazione, con i partiti antifascisti che iniziavano a entrare nel governo, non fu possibile al re riproporre uno Statuto albertino eventualmente modificato, e la stessa monarchia, giudicata compromessa con il precedente regime, era messa in discussione. La divergenza, in clima ancora bellico, trovò una soluzione temporanea: una «tregua istituzionale», in cui si stabiliva la necessità di trasferire i poteri del re all'erede al trono (per l'occasione, ci fu un proclama del re il 12 aprile 1944), il quale doveva assumere la carica provvisoria di "luogotenente del regno", mettendo temporaneamente da parte la questione istituzionale; quindi, nel giugno 1944, veniva decisa la convocazione di un'Assemblea Costituente eletta a suffragio universale, incaricata di scrivere una nuova carta costituzionale.
Fu infine esteso il diritto di voto alle donne (febbraio 1945), con il D.L.L. 2 febbraio 1945, n. 23 emanato dal Governo Bonomi III.

### La nascita della repubblica e l'assemblea costituente
(Piero Calamandrei, Discorso ai giovani tenuto alla Società Umanitaria, Milano, 26 gennaio 1955)
Dopo la cessazione delle ostilità, fu indetto il referendum per la scelta fra repubblica e monarchia (2 giugno 1946) che sancì la nascita della Repubblica Italiana.
Dopo sei anni dall'inizio della seconda guerra mondiale e venti anni dall'inizio della dittatura, il 2 giugno 1946 si svolsero contemporaneamente il referendum istituzionale e l'elezione dell'Assemblea Costituente, con la partecipazione dell'89% degli aventi diritto. Il 54% dei voti (più di dodici milioni) fu per lo stato repubblicano, superando di due milioni i voti a favore della monarchia sabauda.

### L'elezione dell'Assemblea Costituente
L'Assemblea fu eletta con un sistema proporzionale e furono assegnati 556 seggi, distribuiti in 31 collegi elettorali.
     Partito Comunista Italiano
     Partito Socialista Italiano di Unità Proletaria
     Partito d'Azione
     Partito Repubblicano Italiano
     Movimento per l'Indipendenza della Sicilia
     Partito Sardo d'Azione
     Democrazia Cristiana
     Unione Democratica Nazionale
     Blocco Nazionale della Libertà
     Fronte dell'Uomo Qualunque
     Altri

La distribuzione dei seggi nell'Assemblea Costituente. Legenda:
Partito Comunista Italiano
Partito Socialista Italiano di Unità Proletaria
Partito d'Azione
Partito Repubblicano Italiano
Movimento per l'Indipendenza della Sicilia
Partito Sardo d'Azione
Democrazia Cristiana
Unione Democratica Nazionale
Blocco Nazionale della Libertà
Fronte dell'Uomo Qualunque
Altri

Ora i partiti del Comitato di Liberazione Nazionale cessarono di considerarsi uguali, e si poté constatare la loro rappresentatività. Dominarono le elezioni tre grandi formazioni: la Democrazia Cristiana, che ottenne il 35,2% dei voti e 207 seggi; il Partito Socialista, 20,7% dei voti e 115 seggi; il Partito Comunista, 18,9% e 104 seggi. La tradizione liberale (riunita nella coalizione Unione Democratica Nazionale), protagonista della politica italiana nel periodo precedente la dittatura fascista, ottenne 41 deputati, con quindi il 6,8% dei consensi; il Partito Repubblicano, anch'esso d'ispirazione liberale ma con un approccio differente nei temi sociali, 23 seggi, pari al 4,4%. Mentre il Partito d'Azione, nonostante un ruolo di primo piano nella Resistenza, ebbe solo l'1,5%  corrispondente a 7 seggi.
Fuori dal coro, in opposizione alla politica del CLN, raccolsero i voti dei nostalgici del precedente regime la formazione dell'Uomo qualunque, che prese il 5,3% con 30 seggi assegnati, e il Blocco Nazionale della Libertà, lista elettorale d'ispirazione conservatrice e monarchica, costituita in occasione delle elezioni per l'Assemblea Costituente del 1946 da Partito Democratico Italiano (PDI), Concentrazione Nazionale Democratica Liberale (CNDL) e Centro Democratico (CD) che ottenne 637 328 voti (pari al 2,77%) e 16 seggi su 556, e già prima della conclusione dei lavori della Costituente vide i suoi membri dividersi tra il Partito Liberale Italiano, il Fronte dell'Uomo Qualunque e il nascente Partito Nazionale Monarchico.
Durante il periodo costituente, l'Assemblea ebbe la facoltà di revocare o accordare la fiducia ai vari governi ai quali era demandata la funzione legislativa. Inoltre, l'Assemblea stessa nominò quale Capo di Stato Provvisorio l'avvocato napoletano Enrico De Nicola.

### La genesi e l'approvazione della Costituzione
Appena eletta, l'Assemblea nominò al suo interno una Commissione per la Costituzione, composta di 75 membri incaricati di stendere il progetto generale della carta costituzionale. A sua volta, la Commissione si suddivise in tre sottocommissioni: diritti e doveri dei cittadini (presieduta da Umberto Tupini della DC), organizzazione costituzionale dello Stato (presieduta da Umberto Terracini del PCI) e rapporti economici e sociali (presieduta da Gustavo Ghidini del PSI).
Giorgio La Pira sintetizzò le due concezioni costituzionali e politiche alternative dalle quali si intendeva differenziare la nascente Carta, distinguendone una "atomista, individualista, di tipo occidentale, rousseauiana" e una "statalista, di tipo hegeliano". Secondo i costituenti, riferì La Pira, si pensò di differenziarla nel principio che "per il pieno sviluppo della persona umana, a cui la nostra Costituzione doveva tendere, era necessario non soltanto affermare i diritti individuali, non soltanto affermare i diritti sociali, ma affermare anche l'esistenza dei diritti delle comunità intermedie che vanno dalla famiglia sino alla comunità internazionale".
Il progetto costituzionale venne presentato all'Assemblea nel febbraio 1947 e così iniziò il dibattito in aula, che si protrasse fino al dicembre successivo, riguardo sia all'impianto generale sia ai singoli titoli e norme. Tale procedimento comportò numerose modifiche, talvolta anche rilevanti, alla Carta proposta, che tuttavia non venne mai modificata nella sua struttura più essenziale. Trovata finalmente una convergenza tra le varie correnti politiche, il testo definitivo venne approvato a scrutinio segreto il 22 dicembre 1947 con 453 voti favorevoli, 62 contrari e nessun astenuto, su un totale di 515 votanti. La maggioranza che elaborò e votò la Costituzione fu il frutto di un compromesso tra la sinistra e i cattolici sui principi fondamentali, anche se i liberali esercitarono un'influenza decisiva sui meccanismi istituzionali e in particolare la separazione dei poteri. La Costituzione venne, infine, promulgata il 27 dicembre 1947 ed entrò in vigore il 1º gennaio 1948.

### L'attuazione della Costituzione
Per quanto riguarda il funzionamento del Governo e del Parlamento, il ruolo del Presidente della Repubblica e i rapporti tra tali soggetti, le norme previste dalla Carta costituzionale trovarono fin da subito applicazione nella vita della neonata Repubblica. L'Assemblea Costituente, inoltre, si occupò di approvare la legge sulla stampa, la legge elettorale e gli statuti di quattro delle cinque regioni autonome (ovvero tutti eccetto lo Statuto di autonomia siciliano). Tuttavia, altri istituti e altri diritti costituzionali dovettero aspettare diversi anni prima di trovare un riscontro attuativo.
La Corte costituzionale, prevista nell'articolo 134, trovò attuazione solo nel 1955 a seguito della legge costituzionale 1/1953 e della legge ordinaria 87/1953. Sorte simile toccò al Consiglio Superiore della Magistratura che entrò in funzione solo nel 1958.
La legge necessaria a regolare l'istituto del referendum venne approvata solo nel 1970, in occasione della legge sul divorzio. Nel 1975 venne promulgata la legge di riforma del diritto di famiglia e nel 1990 quella sullo sciopero. Fino all'approvazione di una legge del 1985, la Corte costituzionale fu più volte chiamata a regolare i rapporti tra Stato e Chiesa che erano ancora basati sui dettami dei patti lateranensi.

## Descrizione
La Costituzione è la principale fonte del diritto della Repubblica Italiana, cioè quella dalla quale dipendono gerarchicamente tutte le altre norme giuridiche dell'ordinamento dello Stato. La Costituzione italiana è una costituzione scritta, rigida, lunga, votata, laica, compromissoria, democratica e programmatica.
Il processo di consolidamento dei principi indicati dalla Costituzione, attraverso la loro concretizzazione nella legge ordinaria (o, talvolta, nell'orientamento giurisprudenziale), è detto attuazione della Costituzione. Tale processo è durato decenni e alcuni ritengono che non sia ancora completato. Il legislatore costituzionale, inoltre, ha ritenuto di ritornare nella Costituzione repubblicana su alcune materie, per integrarle e ampliarle, adottando provvedimenti di legge costituzionale, tipici di tutte le costituzioni rigide. Tali emendamenti sono integrazioni alla Costituzione, approvate con lo stesso procedimento della revisione costituzionale, e costituiscono modifiche più o meno profonde.
Per quanto concerne l'attuazione e l'integrazione delle norme costituzionali, si ricorda ad esempio che la Corte costituzionale non venne attivata che nel 1956 (le elezioni dei giudici tramite una legge non avvenne che nel 1953), che il Consiglio superiore della magistratura venne attivato nel 1958 e che le 15 Regioni a statuto ordinario entrarono in funzione nel 1970 (mentre 4 delle 5 Regioni a statuto speciale vennero istituite nel 1948 e il Friuli-Venezia Giulia nel 1963); il referendum abrogativo, infine, venne istituito con la legge 352 del 15 maggio 1970.

### Elementi formali

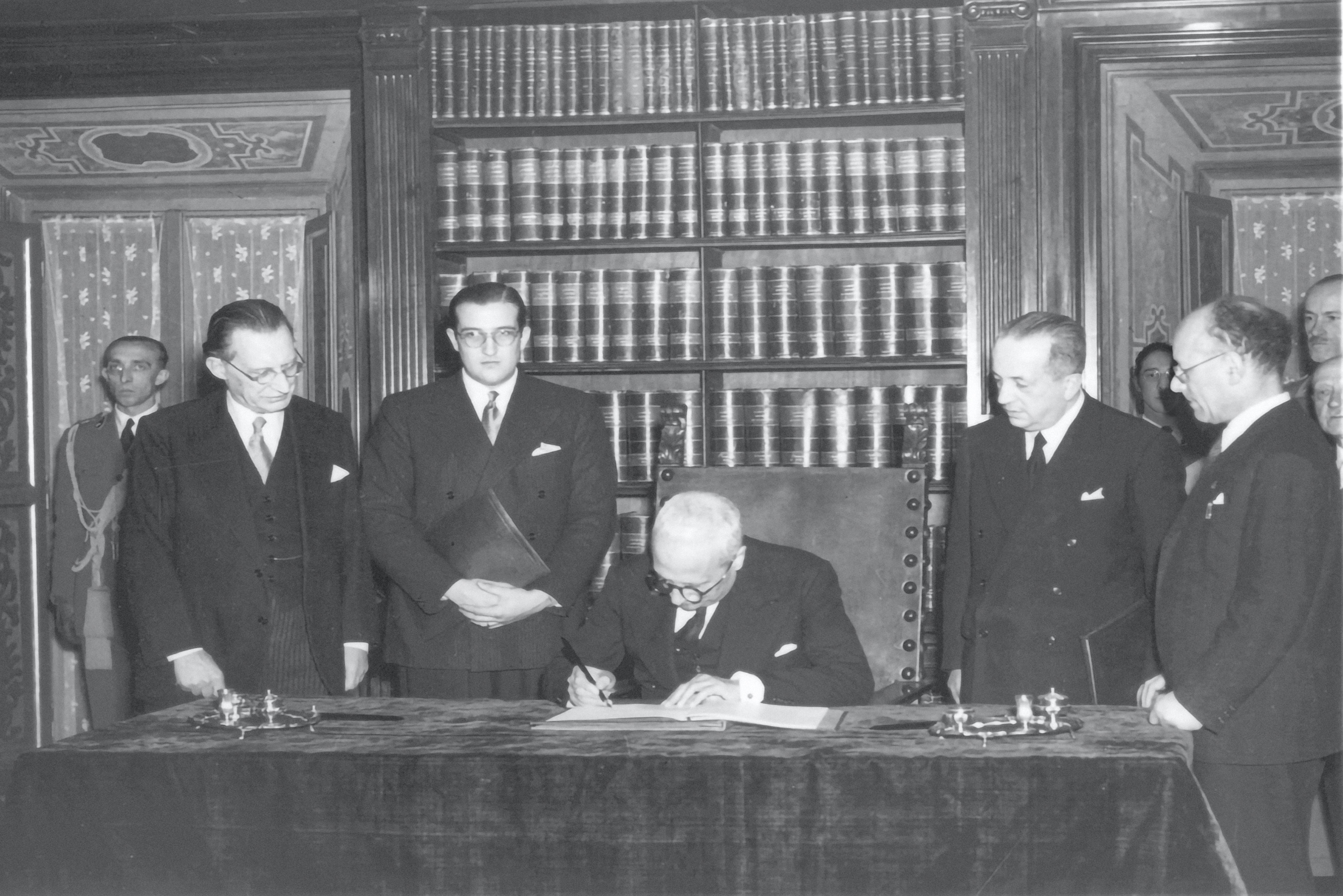
Il Capo dello Stato, Enrico De Nicola, firma la Costituzione italiana a palazzo Giustiniani, il 27 dicembre 1947. Al suo fianco, da sinistra a destra, Alcide De Gasperi, presidente del Consiglio, Francesco Cosentino, funzionario, Giuseppe Grassi, guardasigilli, e Umberto Terracini, presidente della Costituente

- La normazione è contenuta in un testo legislativo "scritto". La scelta è comune all'esperienza di civil law e a quella di common law, con la grande eccezione del Regno Unito, Paese la cui Costituzione è considerata da alcune consuetudini costituzionali (solo recentemente recepite in leggi) corrispondenti ai valori fondanti dello Stato, nonché da alcuni documenti assai rilevanti: la Magna Carta (1215), la Petition of Right (1628), il Bill of Rights (1689) e l'Act of Settlement (1701).
- Si dice che la Costituzione italiana è "rigida". Con ciò si indica che:

1. le disposizioni aventi forza di legge in contrasto con la Costituzione, che è fonte di gerarchia del diritto, vengono rimosse con un procedimento innanzi alla Corte costituzionale;
2. è necessario un procedimento parlamentare aggravato per la riforma/revisione dei suoi contenuti (non bastando la normale maggioranza, ma la maggioranza qualificata dei componenti di ciascuna camera, e prevedendo per la revisione due successive deliberazioni a intervallo non minore di tre mesi l'una dall'altra). Esistono inoltre dei limiti alla revisione costituzionale.[51]

- La Costituzione è "lunga": contiene disposizioni in molti settori del vivere civile, non limitandosi a indicare le norme sulle fonti del diritto. In ogni caso, da questo punto di vista, è da dire che il disposto costituzionale presenta per parte carattere programmatico, venendo così in rilevanza solo in sede di indirizzo per il legislatore o in sede di giudizio di legittimità degli atti aventi forza di legge.[52]
- "Votata" perché rappresenta un patto tra i rappresentanti del popolo italiano.[53]
- "Compromissoria" perché frutto di una particolare collaborazione tra tutte le forze politiche uscenti dal secondo conflitto mondiale.[42][54]
- "Democratica" perché è dato particolare rilievo alla sovranità popolare, ai sindacati e ai partiti politici. La sovranità popolare deve essere comunque esercitata solo nelle forme e nei limiti individuati dalla stessa Costituzione.[55]
- "Programmatica" perché rappresenta un programma (attribuisce alle forze politiche il compito di rendere effettivi gli obiettivi fissati dai costituenti, e ciò attraverso provvedimenti legislativi non contrastanti con le disposizioni costituzionali).[55]

### Direttrici fondamentali
Nelle linee guida della Carta è ben visibile la tendenza all'intesa e al compromesso dialettico tra gli autori. La Costituzione mette l'accento sui diritti economici e sociali e sulla loro garanzia effettiva. Si ispira anche ad una concezione antiautoritaria dello Stato con una chiara diffidenza verso un potere esecutivo forte e una fiducia nel funzionamento del sistema parlamentare. Sebbene già nell'ordine del giorno Perassi (con cui appunto si optò per una forma di governo parlamentare) venne prevista la necessità di inserire meccanismi idonei a tutelare le esigenze di stabilità governativa evitando ogni degenerazione del parlamentarismo.
Non mancano importanti riconoscimenti alle libertà individuali e sociali, rafforzate da una tendenza solidaristica di base. Fu possibile, anche, grazie alla moderazione dei marxisti, confermare la validità dei Patti Lateranensi e permettere di accordare un'autonomia regionale tanto più marcata nelle isole e nelle regioni con forti minoranze linguistiche (aree in cui la sovranità italiana era stata messa in forte discussione durante l'ultima parte della guerra, e in parte lo era ancora durante i lavori costituenti).

## Struttura
La Costituzione è composta da 139 articoli e relativi commi (5 articoli sono stati abrogati: 115; 124; 128; 129; 130), più 18 disposizioni transitorie e finali, suddivisi in quattro sezioni:
- Principi fondamentali (articoli 1-12);
- Parte prima: "Diritti e Doveri dei cittadini" (articoli 13-54);
- Parte seconda: "Ordinamento della Repubblica" (articoli 55-139);
- Disposizioni transitorie e finali (disposizioni I-XVIII).

Il testo completo si apre con un brevissimo preambolo (seguito subito dai Principi fondamentali): «IL CAPO PROVVISORIO DELLO STATO - Vista la deliberazione dell'Assemblea Costituente, che nella seduta del 22 dicembre 1947 ha approvato la Costituzione della Repubblica Italiana; - Vista la XVIII disposizione finale della Costituzione; - PROMULGA - La Costituzione della Repubblica Italiana nel seguente testo».
Esso è di natura tecnico-esplicativa e non politica. Proposte di preamboli politici o culturali, ad esempio quelle formulate da Giorgio La Pira ("In nome di Dio il popolo italiano si dà la seguente Costituzione") e Piero Calamandrei ("Il popolo italiano consacra alla memoria dei fratelli caduti, per restituire all’Italia libertà e onore, la presente Costituzione"), non furono accolte dall'Assemblea.

### Principi fondamentali
I primi dodici articoli della Costituzione delineano i "Principi fondamentali", assenti negli statuti fondativi precedenti, che espongono lo spirito della Costituzione. In essi sono compresi alcuni dei principi supremi della Costituzione che si ritrovano sottintesi in tutto il testo. Altri principi supremi della Costituzione, come evidenziato dalla giurisprudenza costituzionale, si trovano anche nella parte I e nella parte II della Costituzione, come, ad esempio, il principio di indipendenza della magistratura. I principi supremi della Costituzione non possono essere oggetto di modifica attraverso il procedimento di revisione costituzionale previsto dagli articoli 138 e 139.

Emblema dell'Organizzazione delle Nazioni Unite (ONU). La Costituzione Italiana riconosce e garantisce i diritti inviolabili dell'uomo come definiti dalla dichiarazione universale dei diritti umani promulgata dall'ONU il 10 dicembre 1948.

La Costituzione coglie la tradizione liberale e giusnaturalista nel testo dell'articolo 2: esso, infatti, sancisce che "la Repubblica riconosce e garantisce i diritti inviolabili dell'uomo" come definiti dalla dichiarazione universale dei diritti umani promulgata dall'Organizzazione delle Nazioni Unite. Tali diritti sono considerati diritti naturali, non creati giuridicamente dallo Stato, ma ad esso preesistenti. Tale interpretazione è riferita alla parola "riconoscere" che implica la preesistenza di un qualcosa. I diritti inviolabili sono, così, riconosciuti all'individuo sia considerato singolarmente, sia nelle formazioni sociali adeguate allo sviluppo della personalità e finalizzate alla tutela degli interessi diffusi (interessi comuni ai diversi gruppi che si sviluppano in forma associata). La tipologia raccoglie gruppi di diverse forme e aspetti, ugualmente rilevanti e degni di tutela per l'ordinamento: associazioni politiche, sociali, religiose, culturali, familiari.
Il principio di laicità è stato enucleato dalla Corte costituzionale con la nota sentenza n. 203 del 1989; in base ad esso l'ordinamento italiano attribuisce valore e tutela alla religiosità umana come comportamento apprezzato nella sua generalità ed astrattezza, senza alcuna preferenza per qualsivoglia fede religiosa. Scaturisce dal "principio personalista", di cui all'articolo 2, e dal "principio di uguaglianza" (art. 3):
(Art. 2 della Costituzione della Repubblica Italiana)
(Art. 3 della Costituzione della Repubblica Italiana)
(Art.6 della Costituzione della Repubblica Italiana)
La Costituzione si preoccupa di regolare i rapporti tra Stato e Chiesa e di ciò si interessa l'art.7, che cita:
(Art. 7 della Costituzione della Repubblica Italiana)
L'articolo 19, enunciando il diritto di tutti a professare la propria fede religiosa, in qualsiasi forma, individuale o associata, specifica il riconoscimento della libertà religiosa come diritto inviolabile dell'uomo:
(Art. 19 della Costituzione della Repubblica Italiana)
Per la mediazione politica dell'Assemblea costituente, per la forte pressione della Chiesa cattolica attraverso i deputati democristiani, si stabilì, all'articolo 7, che Stato italiano e Chiesa cattolica sono, ciascuno nel proprio ordine, sovrani e indipendenti; all'articolo 8 che tutte le confessioni religiose sono egualmente libere e che a quelle diverse dalla cattolica viene riconosciuto lo stesso regime di rapporti con lo Stato, per tutelare le loro specifiche esigenze, mediante accordi (le cd. "intese"). Riguardo al principio di uguaglianza in materia religiosa l'articolo 8 dichiara che tutte le confessioni religiose sono egualmente libere davanti alla legge:
(Art. 8 della Costituzione della Repubblica Italiana)
Il pluralismo è tipico degli Stati democratici. Nella Repubblica è riconosciuto e tutelato il pluralismo delle formazioni sociali (art. 2), degli enti politici territoriali (art. 5), delle minoranze linguistiche (art. 6), delle confessioni religiose (art. 8), delle associazioni (art. 18), di idee ed espressioni (art. 21), della cultura (art. 33, comma 1), delle scuole (art. 33, comma 3), delle istituzioni universitarie e di alta cultura (art. 33, comma 6), dei sindacati (art. 39) e dei partiti politici (art. 49). È riconosciuta, altresì, la libertà delle stesse organizzazioni intermedie, e non solo degli individui che le compongono, in quanto le formazioni sociali meritano un ambito di tutela loro proprio. In ipotesi di contrasto fra il singolo e la formazione sociale cui egli è membro, lo Stato non dovrebbe intervenire. Il singolo, tuttavia, deve essere lasciato libero di uscirne. Tra gli altri elementi caratterizzanti del principio democratico vi è la preponderanza di organi elettivi e rappresentativi, il principio di maggioranza, ma con tutela delle minoranze (anche politiche), processi decisionali (politici e giudiziari) trasparenti e aperti a tutti e, soprattutto, il principio di sovranità popolare sancito dall'articolo 1, comma 2.
Nell'articolo 1, comma 1 ("L'Italia è una Repubblica democratica, fondata sul lavoro") e nell'articolo 4, comma 2, vi sono riferimenti al principio lavorista, in cui il lavoro non è solo un rapporto economico, ma anche un valore sociale che nobilita l'uomo:
(Art. 1 della Costituzione della Repubblica Italiana)
(Art. 4 della Costituzione della Repubblica Italiana)
Non è solo un diritto, bensì anche un dovere che eleva il singolo e non serve a identificare una classe. Ciò conferisce al disegno costituzionale una sostanziale differenza rispetto allo stato liberale in cui la proprietà aveva più importanza del lavoro. Questo riferimento al lavoro non va, però, inteso come una norma giuridica, che obbligherebbe lo Stato a tutelarlo nel dettaglio, bensì come un richiamo al principio ad esso collegato, che è fondativo della società italiana.

Mappa dei comuni (delimitati da bordi bianchi), delle province (bordi grigi) e delle regioni italiane (bordi neri)

Come è affermato con chiarezza nell'articolo 3 della Costituzione italiana tutti i cittadini, senza distinzione di sesso, di razza, di lingua, di religione, di opinioni politiche, di condizioni sociali e personali, sono uguali davanti alla legge (uguaglianza formale, comma 1). È compito dello Stato rimuovere gli ostacoli che di fatto limitano l'eguaglianza sostanziale e impediscono agli individui di sviluppare pienamente la loro personalità sul piano economico, sociale e culturale (uguaglianza sostanziale, comma 2). Nello stesso primo comma dedicato all'eguaglianza dinanzi alla legge la Costituzione repubblicana richiama la "pari dignità sociale", andando, dunque, oltre la mera formulazione dell'eguaglianza liberale. Lo Stato ha il compito di aiutare le associazioni e le famiglie, attraverso la solidarietà politica, economica e sociale (art. 3 II comma, art. 2). Esso, infatti, deve rimuovere ogni ostacolo che impedisca la formazione della persona umana:
(Art. 3 della Costituzione della Repubblica Italiana)
L'articolo 5 vieta ogni forma di secessione o di cessione territoriale ed è garantito dal sacro dovere di difendere la patria (sancito dall'art. 52). Lo stesso articolo assicura alle collettività territoriali (Comuni, Province, Città metropolitane, Regioni) una forte autonomia dallo Stato (con conseguente attribuzione di poteri normativi e amministrativi propri), grazie alla quale i cittadini sono in grado di partecipare più da vicino e con maggiore incisività alla vita politica del Paese.
(Art. 5 della Costituzione della Repubblica Italiana)
Da una prima lettura di questi principi traspare la volontà del Costituente, che aveva vissuto la tragica esperienza dell'oppressione nazi-fascista e della guerra di liberazione, di prendere le distanze non solo dal regime fascista, ma anche dal precedente modello di Stato liberale, le cui contraddizioni e incertezze avevano consentito l'instaurazione della dittatura. Il tipo d'organizzazione statale tracciato dal Costituente è quello dello Stato sociale di diritto che, per garantire eguali libertà e dignità a tutti i cittadini, si fa carico di intervenire attivamente in prima persona nella società e nell'economia. Il principio è rafforzato dall'articolo 57 che prevede l'elezione del Senato su base regionale.
(Art. 9 della Costituzione della Repubblica Italiana)
Come viene sancito dall'articolo 10 l'ordinamento italiano si conforma alle norme del diritto internazionale generalmente riconosciute: ciò comporta un "rinvio mobile", ovvero un adattamento automatico di tali norme nel nostro ordinamento.
L'articolo recita:
(Art. 10 della Costituzione della Repubblica Italiana)
Per quanto riguarda il rifiuto della guerra come strumento di offesa, l'articolo 11 della Costituzione recita:
(Art. 11 della Costituzione della Repubblica Italiana)
L'articolo 11 stabilisce, quindi, che la Repubblica consente l'uso di forze militari per la difesa del territorio in caso di attacco militare da parte di altri Paesi, ma non con intenti espansionistici, ed accetta una limitazione della propria sovranità dando la possibilità all'Italia di partecipare a una guerra in difesa di altre nazioni con le quali siano state instaurate alleanze (ad esempio in caso di attacco armato a un paese membro della NATO), nonché di ospitare truppe straniere sul proprio territorio.
Dal rifiuto della guerra come strumento di offesa non consegue il fatto che l'Italia non possa partecipare a un conflitto, tant'è che gli articoli 78 e 87 della Costituzione prescrivono quali organi dello Stato deliberano lo stato di guerra. In particolare, per l'Italia, sono le due camere che decretano lo stato di guerra, che poi è formalmente dichiarata dal Presidente della Repubblica; le camere conferiscono al governo i poteri necessari per fronteggiare il conflitto. Altro provvedimento straordinario in caso di guerra è la durata della legislatura delle due camere, che può essere eccezionalmente prorogata, come recita l'articolo 60 della Costituzione, oltre i cinque anni canonici. Allo stato di guerra si ricollegano, poi, altre particolari eccezioni, come ad esempio quella individuata dall'articolo 27, che prevede(va) la pena di morte in Italia in base al codice penale militare di guerra (ora ergastolo); dall'articolo 103, che determina la giurisdizione dei tribunali militari in tempo di guerra; e dall'articolo 111, con cui non viene ammesso ricorso per Cassazione su sentenze emesse dai tribunali militari di guerra.

La bandiera d'Italia

Inoltre l'articolo 11 consente, in condizioni di parità con gli altri Stati, limitazioni alla sovranità nazionale, necessarie per assicurare una pacifica coesistenza tra le Nazioni. A esso la giurisprudenza costituzionale ricollega la modalità di ingresso nell'ordinamento italiano del diritto dell'Unione europea con valore di fonte sovraprimaria: «Questa Corte, fin dalle prime occasioni nelle quali è stata chiamata a definire il rapporto tra ordinamento nazionale e diritto comunitario, ne ha individuato il “sicuro fondamento” nell'articolo 11 Cost. È in forza di tale parametro, collocato non senza significato e conseguenze tra i principi fondamentali della Carta, che si è demandato alle Comunità europee, oggi Unione europea, di esercitare in luogo degli Stati membri competenze normative in determinate materie, nei limiti del principio di attribuzione» (Corte costituzionale, sentenza n. 227/2010).
L'articolo 12 definisce la bandiera nazionale italiana:
(Art. 12 della Costituzione della Repubblica Italiana)
Nella Costituzione della Repubblica Italiana non è, invece, specificato quale sia l'inno nazionale italiano. Infatti all'epoca della stesura della carta costituzionale Il Canto degli Italiani di Goffredo Mameli e Michele Novaro, inno de facto della Repubblica Italiana dal 1946 al 2017, non aveva raggiunto lo status di inno nazionale de iure, che avrebbe raggiunto soltanto 70 anni dopo, il 4 dicembre 2017.

### Parte prima: diritti e doveri dei cittadini
La parte prima è composta da 42 articoli e si occupa dei "Diritti e dei Doveri dei cittadini".
Gli articoli dal 13 al 16 sono dedicati alle libertà individuali, in cui si afferma che la libertà è un valore sacro e, quindi, inviolabile (art. 13); che il domicilio è inviolabile (art. 14); che la corrispondenza è libera e segreta (art. 15); che ogni cittadino può soggiornare e circolare liberamente nel Paese (art. 16) - per le limitazioni di queste libertà la carta costituzionale prevede una riserva di legge assoluta -. Le libertà collettive, affermate dagli articoli dal 17 al 21, garantiscono che i cittadini italiani hanno il diritto di riunirsi in luoghi pubblici (con obbligo di preavviso all'autorità di pubblica sicurezza), o in luoghi privati e aperti al pubblico (liberamente) (art. 17), di associarsi liberamente; e che le associazioni aventi uno scopo comune non devono andare contro il principio democratico e le norme del codice penale (art. 18); che ogni persona ha il diritto di professare liberamente il proprio credo (art. 19); che ogni individuo è libero di professare il proprio pensiero , con la parola, con lo scritto e con ogni altro mezzo di comunicazione (art. 21).

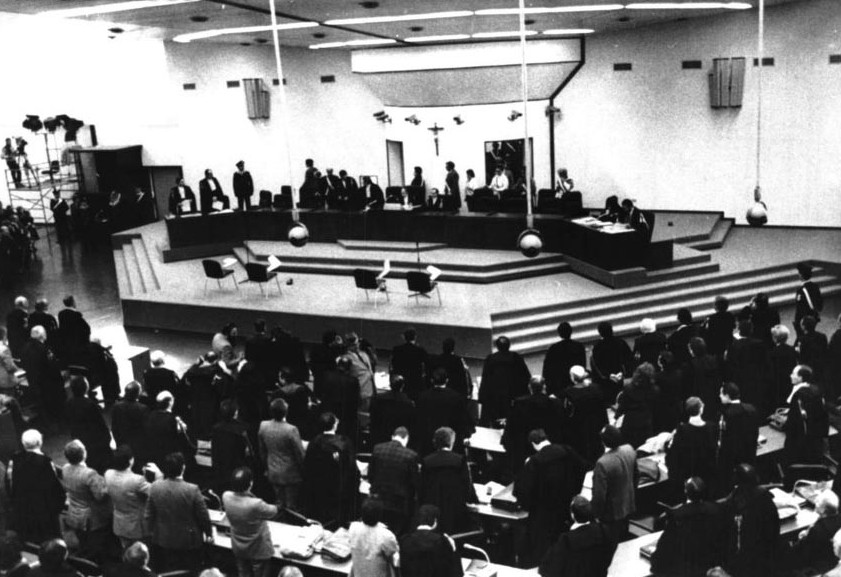
L'aula del maxiprocesso di Palermo contro la mafia, alla fine degli anni 1980. La Costituzione prevede dei diritti e fissa dei principi in ambito penale.

Dall'articolo 22 al 28 si affermano i principi e i limiti dell'uso legittimo della forza (art. 23); il diritto attivo e passivo alla difesa in tribunale (art. 24); il principio di legalità della pena (art. 25); le limitazioni all'estradizione dei cittadini (art. 26); il principio di personalità nella responsabilità penale (art. 27, comma 1); il principio della presunzione di non colpevolezza (art. 27, comma 2); il principio di umanità e rieducatività della pena (art. 27, comma 3) e l'esclusione della pena di morte (art. 27, comma 4); infine la previsione della responsabilità individuale del dipendente e dei funzionari pubblici, organicamente estesa all'intero apparato, per violazione di leggi da parte di atto della pubblica amministrazione, a tutela della funzione sociale e dei consociati dagli illeciti, in materia civile (art. 28, comma 2), nonché amministrativa e penale (art. 28, comma 1).
La Repubblica italiana riconosce la famiglia come società naturale fondata sul matrimonio, e afferma anche che è dovere e diritto dei genitori mantenere, istruire ed educare i figli (dall'art. 29 al 31). L'articolo 32 della Costituzione afferma che la Repubblica tutela la salute come fondamentale diritto dell'individuo ed interesse della collettività. Afferma, inoltre, che "nessuno può essere obbligato a un determinato trattamento sanitario se non per disposizione di legge" e che la legge "non può in nessun caso violare i limiti imposti dal rispetto della persona umana". I due successivi articoli, il 33 e il 34, affermano che l'arte e la scienza sono libere e libero ne è l'insegnamento; inoltre la scuola deve essere aperta a tutti: quella statale è gratuita, mentre quella privata è libera e senza oneri per lo Stato.
Gli articoli dal 35 al 47 assicurano la tutela del lavoro e la libertà di emigrazione (art. 35), il diritto al giusto salario (art. 36, comma 1), la durata massima della giornata lavorativa (art. 36, comma 2), il diritto/dovere al riposo settimanale (art. 36, comma 3), il lavoro femminile e minorile (art. 37), i lavoratori invalidi, malati, anziani o disoccupati (art. 38), la libertà di organizzazione sindacale (art. 39), il diritto di sciopero (art. 40), la libertà di iniziativa economica e i suoi limiti (art. 41), la proprietà pubblica e privata, e la sua funzione sociale (art. 42), la possibilità ed i limiti all'espropriazione (art. 43), la proprietà terriera (art. 44), le cooperative e l'artigianato (art. 45), la collaborazione tra i lavoratori (art. 46) ed il risparmio (art. 47).
I diritti e doveri politici sono dichiarati dall'articolo 48 al 54. L'articolo 48 afferma che sono elettori tutti i cittadini, uomini e donne, che hanno raggiunto la maggiore età oltre anche che il diritto di voto è personale ed eguale, libero e segreto, e che il suo esercizio è dovere civico ma l'astensione non è sanzionata:
(Art. 48 della Costituzione della Repubblica Italiana)

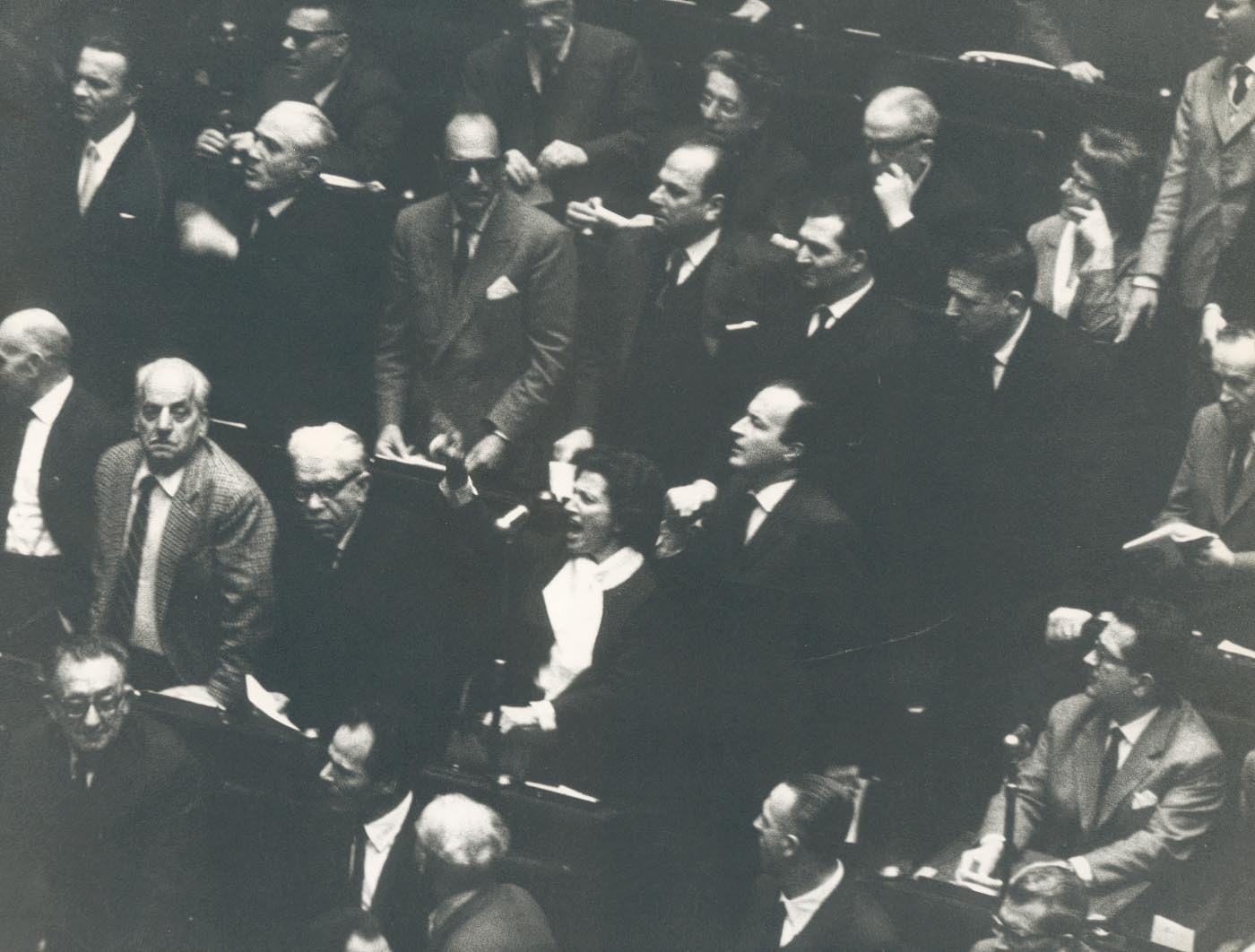
Dibattito parlamentare alla Camera dei Deputati nel 1949

Con l'articolo 49 si sancisce invece il principio della libertà di associarsi in partiti e del pluripartitismo politico:
(Art. 49 della Costituzione della Repubblica Italiana)
Secondo l'articolo 52, il cittadino ha il dovere nel concorrere alla difesa dello Stato, prevedendo l'obbligatorietà del servizio militare in Italia, ma solo nelle modalità e nelle limitazioni imposte dalla legge, affermando contestualmente il principio giuridico che l'ordinamento delle forze armate italiane deve essere organizzato in base allo spirito repubblicano:
(Art. 52 della Costituzione della Repubblica Italiana)
Gli articoli 53 e 54 identificano alcuni doveri dei cittadini, nello specifico il dovere di concorrere alle spese pubbliche pagando tasse e imposte (secondo il principio di progressività della tassazione), il dovere di essere fedeli alla Repubblica, alla Costituzione ed alle leggi, ed il dovere per chi esercita funzioni pubbliche, di adempierle con disciplina ed onore, prestando giuramento nei casi previsti dalla legge:
(Art. 54 della Costituzione della Repubblica Italiana)

### Parte seconda: Ordinamento della Repubblica
La parte seconda della Costituzione della Repubblica Italiana descrive l'ordinamento dello stato, in particolare le caratteristiche del suo garante identificato nel Presidente della Repubblica, del potere legislativo, di quello esecutivo e di quello giudiziario nonché degli enti locali e degli istituti a garanzia della Costituzione stessa.

#### Titolo I: Il Parlamento
Il primo titolo, dall'articolo 55 all'82, riguarda il potere legislativo ed è suddiviso in due sezioni: "le Camere" e "la formazione delle leggi".

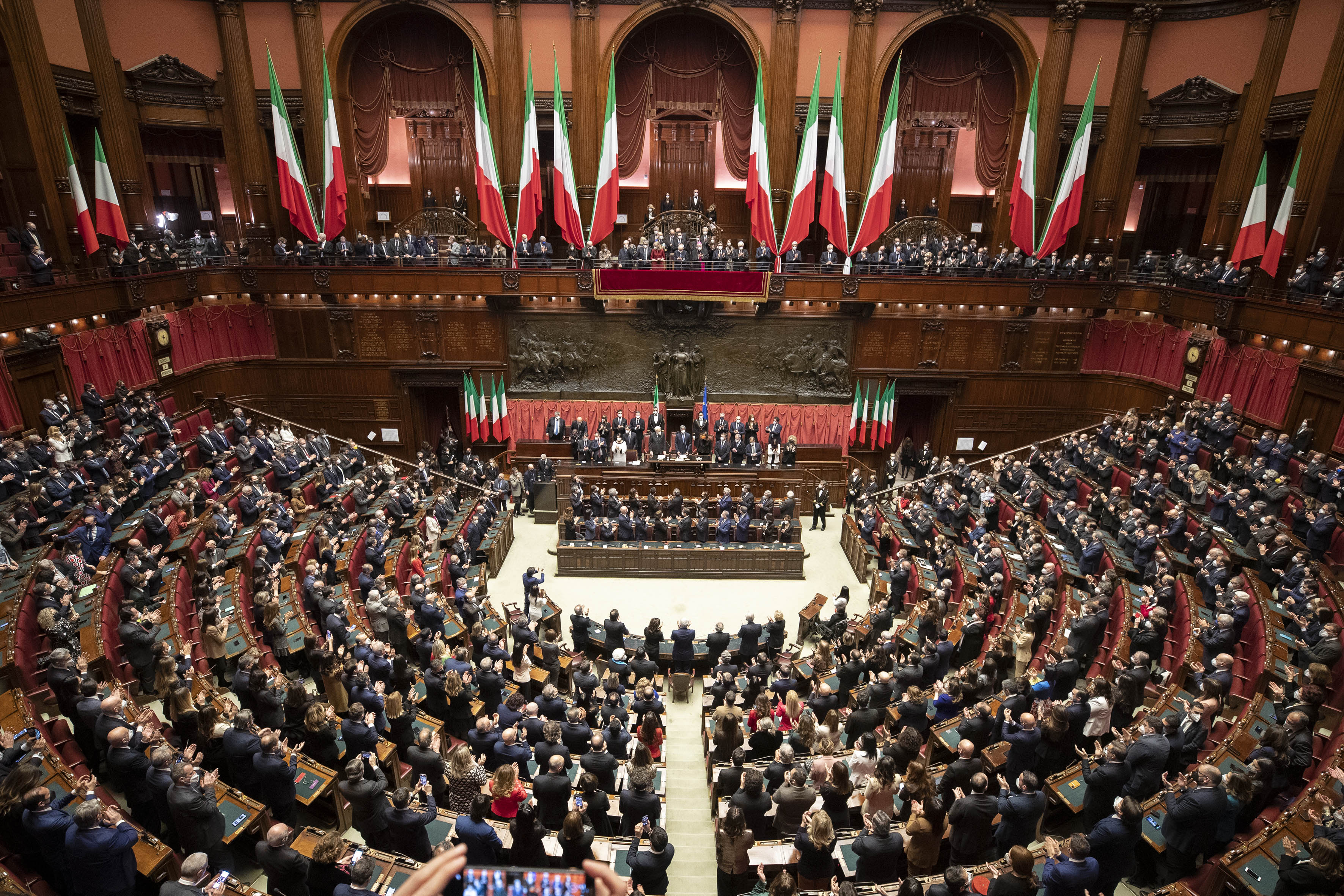
Il Parlamento riunito in seduta comune (secondo l'articolo 55, comma 2) in occasione del giuramento di Sergio Mattarella come Presidente della Repubblica, 3 febbraio 2022

Per la struttura del Parlamento della Repubblica Italiana, la Costituzione ha previsto una forma a bicameralismo perfetto costituito da due Camere: la Camera dei deputati e il Senato della Repubblica (art. 55, comma 1). Per lo svolgimento di particolari incarichi previsti dalla carta costituzionale è previsto che si riunisca in seduta comune (art. 55, comma 2):
(Art. 55 della Costituzione della Repubblica Italiana)
Secondo l'articolo 56, la Camera dei deputati è eletta a suffragio universale e diretto ed è costituita da 400 deputati eleggibili tra tutti gli elettori che nel giorno delle elezioni hanno compiuto i 25 anni di età:
(Art. 56 della Costituzione della Repubblica Italiana)
L'articolo successivo, il 57, afferma che il Senato della Repubblica è eletto a base regionale e il numero dei senatori elettivi viene fissato a 200:
(Art. 57 della Costituzione della Repubblica Italiana)
Quest'ultimi vengono eletti a suffragio universale e diretto. Sono eleggibili senatori gli elettori che hanno compiuto il quarantesimo anno" (art. 58):
(Art. 58 della Costituzione della Repubblica Italiana)

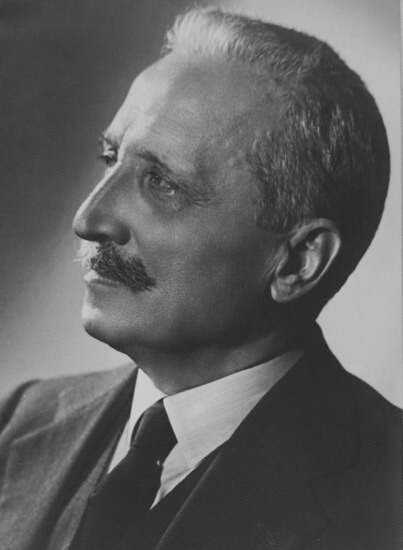
Enrico De Nicola, primo Presidente della Repubblica Italiana e primo senatore a vita dell'epoca repubblicana. Invece i membri del Senato del Regno (Italia), che erano di nomina regia, avevano tutti un mandato a vita

Questo perché i costituenti vollero dare al Senato quel ruolo di "Camera di riflessione" che deliberi sulle leggi già approvate dalla Camera dei deputati, l'"Assemblea nazionale" italiana. Inoltre, nel Senato siedono anche i senatori a vita, cittadini che, pur non essendo eletti, appartengono alla Camera alta perché ex Presidenti della Repubblica (senatori di diritto) o per altissimi meriti in ambito sociale, scientifico, artistico o letterario. Tali cittadini che non risiedono de jure sono nominati senatori dal Presidente della Repubblica in carica, e non possono in alcun caso essere più di cinque:
(Art. 59 della Costituzione della Repubblica Italiana)
Entrambe le camere rimangono in carica per una durata di 5 anni (inizialmente per il senato erano 6), tale periodo prende il nome di "legislatura" e non può essere prorogato se non per legge e soltanto in caso di guerra (art. 60). Tuttavia una legislatura può anche durare meno su decisione del Presidente della Repubblica che può "sciogliere le camere". Al termine della legislatura, lo stesso Capo dello Stato indice le elezioni, che hanno luogo entro settanta giorni, e fissa la data della prima riunione delle Camere; nel periodo tra la scadenza della legislatura e la formazione delle nuove Camere, la prorogatio, sono prorogati i poteri delle Camere precedenti, che però sono assai ridotti (limitati all'ordinaria amministrazione), essendo ormai scaduta la funzione rappresentativa del popolo. Bisogna notare che la Costituzione pone in essere un solo limite esplicito ai poteri delle camere in prorogatio: esse non possono procedere all'elezione del Presidente della Repubblica (art. 85.3 cost.). Si noti che la prorogatio scatta implicitamente e automaticamente il giorno dopo lo scioglimento delle Camere, mentre la proroga deve essere esplicitamente deliberata dalle Camere stesse.
L'articolo 64 della Carta descrive invece l'ordinario svolgimento dei lavori parlamentari, prevedendo un particolare atto, un "Regolamento parlamentare", uno per ciascuna Camera, e che è adottato a maggioranza assoluta, con quindi più "difficoltà" di una legge ordinaria (quest'ultima infatti, è adottata a maggioranza semplice cioè il 50%+1 dei presenti). Le sedute sono pubbliche, e possono essere seguite dai cittadini recandosi direttamente nelle sedi parlamentari in Roma (Palazzo Montecitorio per la Camera, Palazzo Madama per il Senato) o tramite altri strumenti di diffusione di massa. Il secondo comma dell'articolo 64 prevede che le Camere o il Parlamento in seduta comune possano deliberare di riunirsi in riunione segreta, ma, in periodo repubblicano, ciò non è mai avvenuto (per risalire a un precedente, bisogna tornare alle sedute della Camera dei deputati del 3 maggio 1866 e del 21 giugno 1917).

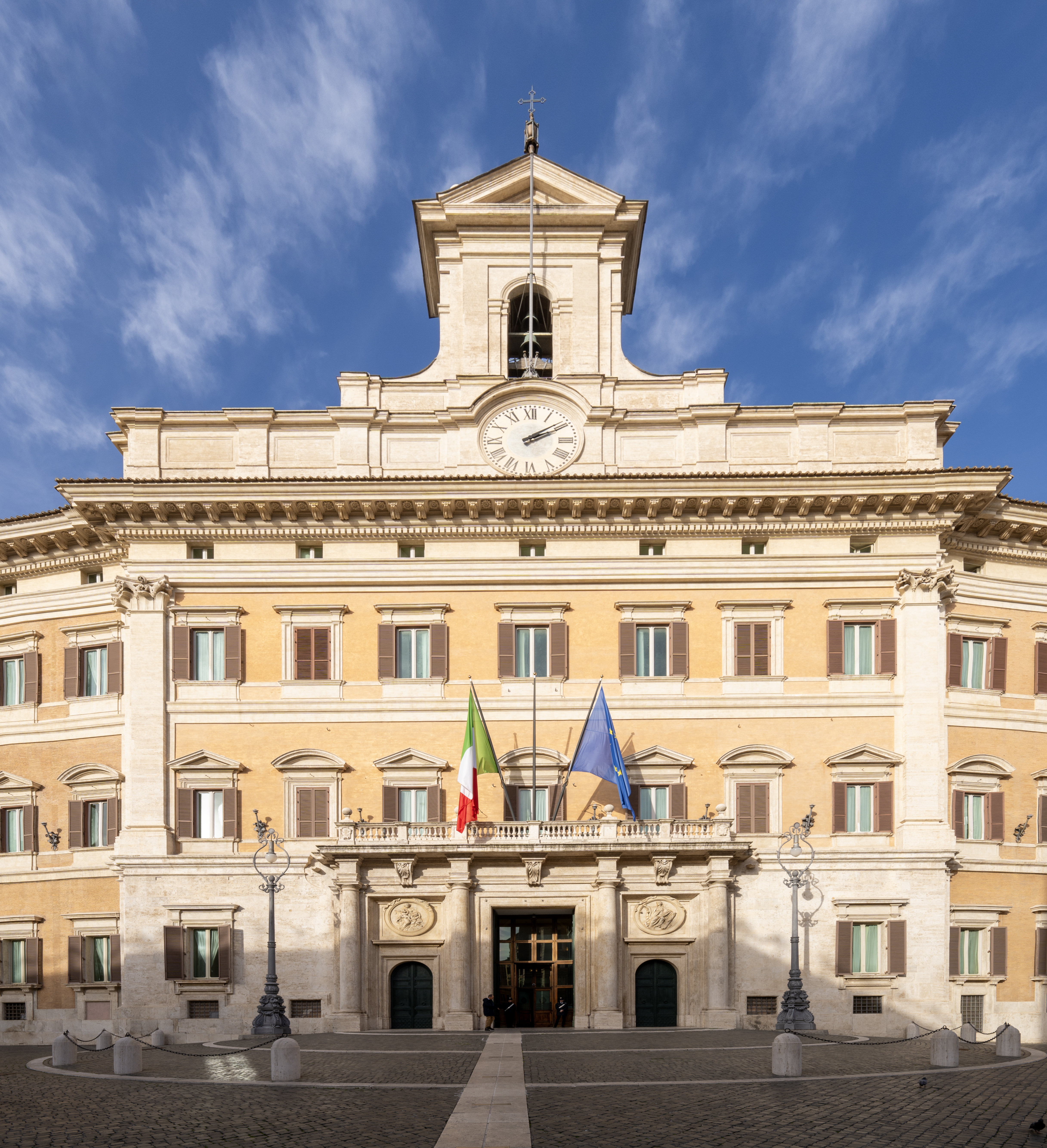
Palazzo Montecitorio, sede della Camera dei Deputati.

Problemi di interpretazione ha invece dato il terzo comma dell'articolo 64, che recita: "Le deliberazioni di ciascuna Camera e del Parlamento non sono valide se non è presente la maggioranza dei loro componenti, e se non sono adottate a maggioranza dei presenti, salvo che la Costituzione prescriva una maggioranza speciale", ad esempio nel citato caso dei Regolamenti. La prima parte prevede il "quorum", il numero legale, alla sola presenza del quale l'Assemblea può dire di svolgere una funzione rappresentativa; la seconda invece specifica le modalità di determinazione della maggioranza, il numero minimo di voti che una proposta deve avere per essere approvata (tipicamente è sufficiente che il numero di "sì" sia maggiore di quello dei "no"). Infine, l'ultimo comma di questo articolo dà diritto ai membri del Governo, anche non membri del Parlamento, non solo di assistere alle sedute (diritto che gli spetta in quanto semplice cittadino), ma anche di poter parlare nelle Camere a nome dell'Esecutivo.
L'articolo 65 delega una legge a determinare i casi di ineleggibilità e incompatibilità con l'ufficio di membro del Parlamento (è questo un esempio scolastico di riserva di legge), ma specifica direttamente in Costituzione che nessuno può essere contemporaneamente deputato o senatore. Dal principio della separazione dei poteri deriva il diritto, che spetta alle Camere stesse, di giudicare i titoli di ammissibilità dei loro membri ("autodichia"): tale giudizio è discusso da una Giunta ed eventualmente discusso dall'Assemblea plenaria. L'articolo 67 prevede che per i membri del parlamento non vi sia vincolo di mandato:
(Art. 67 della Costituzione della Repubblica Italiana)
Ciò significa che i parlamentari non sono vincolati al partito sotto il cui simbolo sono stati eletti, e possono passare da un estremo all'altro dell'Aula parlamentare: questo perché i cittadini non votano i partiti, ma i cittadini candidati a diventare parlamentari.

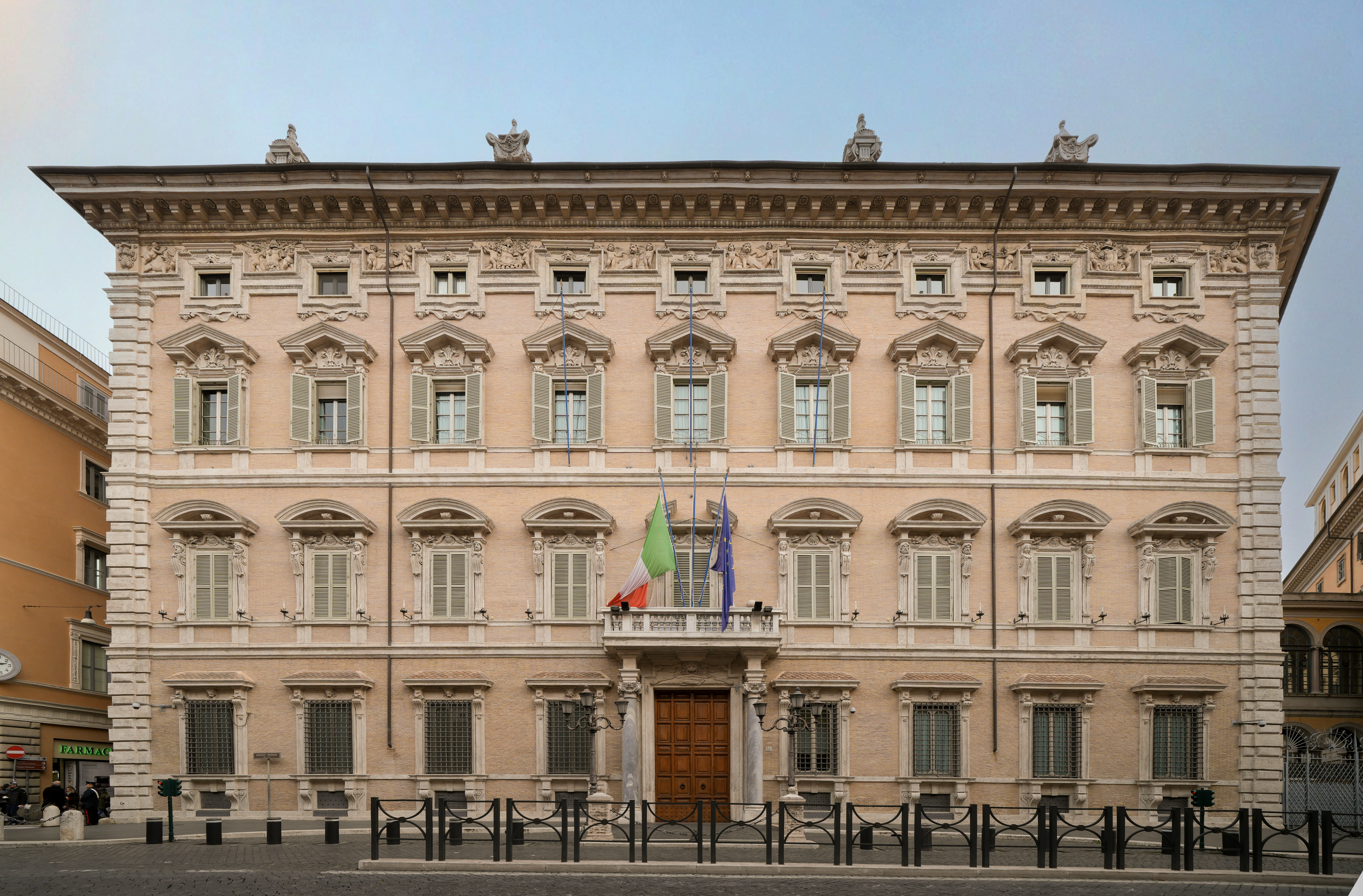
Palazzo Madama, sede del Senato

L'articolo 68 della Costituzione prevede l'insindacabilità e l'immunità parlamentare: in primo luogo, essi non possono essere chiamati a rispondere delle opinioni espresse e dei voti dati nell'esercizio delle loro funzioni, proprio per quel principio di rappresentanza della volontà popolare a essi rimessa. I successivi due commi sanciscono poi che se l'Autorità giudiziaria, nelle modalità previste dalla legge di procedura penale, intende procedere ad atti coercitivi nei confronti dei membri del Parlamento, tale richiesta debba essere approvata dalla Camera cui il parlamentare appartiene. Questo perché in passato era capitato in altri Paesi e in altre epoche - il caso più famoso è quello della Prima rivoluzione inglese - che membri del Parlamento fossero arrestati solo perché non amati dai giudici. I precedenti in cui l'autorizzazione fu concessa sono pochissimi, l'ultimo dei quali (al 2016) si è verificato nella seduta della Camera del 20 luglio 2011 per l'arresto del deputato Alfonso Papa.
L'ultimo articolo della sezione, il 69, prevede l'indennità parlamentare, che non è un semplice "stipendio", come l'ufficio di parlamentare non è un semplice "mestiere": l'indennità è concessa per mettere in atto il diritto di tutti i cittadini a svolgere il mandato parlamentare, perché se l'indennità non esistesse solo chi gode già di un reddito sufficiente potrebbe svolgerlo, mentre chi ha invece bisogno di lavorare per avere uno stipendio non può, se non anche per motivi fisici, svolgere il mandato parlamentare (a titolo esemplificativo, questi soggetti dovrebbero andare a lavorare anziché recarsi alla seduta della Camera).
La parte della Costituzione che va dall'articolo 70 all'82 è dedicato alla formazione della legge. Secondo i dettami costituzionali, la funzione legislativa è esercitata collettivamente dalle due Camere (bicameralismo perfetto) entrambe le quali esaminano la proposta di legge in base ai propri regolamenti interni. La legge approvata viene promulgata dal Presidente della Repubblica entro un mese dall'approvazione; tuttavia il Presidente può con messaggio motivato alle Camere chiedere una nuova deliberazione e se viene nuovamente approvata deve essere promulgata. In sede abrogativa, totale o parziale, il popolo sovrano ha a disposizione lo strumento del referendum, previsto dall'articolo 75, fatte salve alcune materie descritte nel medesimo articolo. La proposta referendaria è considerata approvata se ha partecipato alla votazione la maggioranza degli aventi diritto e se è stata raggiunta la maggioranza dei voti validamente espressi.

#### Titolo II: Il Presidente della Repubblica

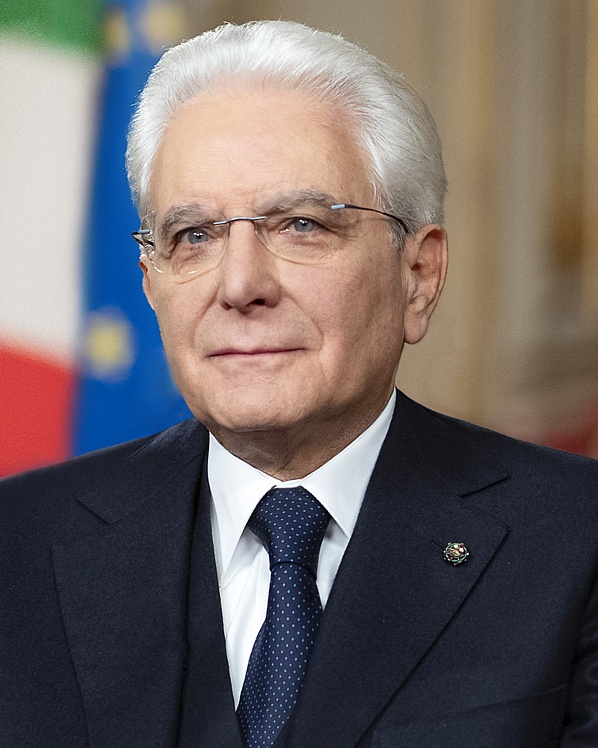
Sergio Mattarella, dodicesimo presidente della Repubblica Italiana.

Il secondo titolo, dall'articolo 83 al 91, riguarda le modalità di elezione, i poteri e le responsabilità del presidente della Repubblica Italiana che l'ordinamento italiano identifica come capo dello Stato, garante dell'equilibrio dei poteri e che rappresenta l'unità nazionale (art. 87):
(Art. 87 della Costituzione della Repubblica Italiana)
Deve avere cittadinanza italiana, compiuto i 50 anni d'età e godere dei diritti civili e politici (art. 84). Viene eletto, a scrutinio segreto, dal Parlamento in seduta comune, integrato da rappresentanti delle Regioni con la maggioranza di 2/3 dell'Assemblea per le prime tre votazioni e a maggioranza assoluta in seguito. La carica ha una durata di sette anni ma può cessare prima per morte, impedimento, dimissione, decadenza per la perdita di uno dei requisiti di eleggibilità o destituzione (per reati di alto tradimento o attentato alla Costituzione). Secondo l'articolo 89, tutti gli atti del Presidente devono essere controfirmati dal Ministro proponente o, nei casi previsti dalla Legge o se son atti legislativi, anche dal Presidente del Consiglio dei Ministri. La controfirma, requisito di validità dell'atto, permette di togliere la responsabilità al Presidente dell'atto stesso, trasferendola sul Governo. Oltre che dalla responsabilità politica, il Presidente è sollevato anche dalla responsabilità penale (salvo per i reati di alto tradimento e attentato alla Costituzione) negli atti e comportamenti esclusivamente riconducibili all'esercizio delle sue funzioni. Per gli eventuali reati commessi al di fuori del suo ufficio, nonostante non vi sia nulla di esplicito a proposito nella Costituzione, la giurisprudenza ritiene che sia comunque intoccabile per tutta la durata del mandato.
Il Presidente nomina il Presidente del Consiglio dei Ministri e, su sua proposta, i Ministri. Inoltre, tranne che durante gli ultimi sei mesi del suo mandato, può procedere allo scioglimento anticipato delle camere. Questi compiti lo rendono un attore fondamentale nella soluzione delle crisi di Governo.
Tra gli atti che formalmente spettano al Presidente ma che in sostanza sono governativi vi sono l'emanazione dei decreti legge, l'adozione dei decreti presidenziali (a cui appartengono i più importanti atti del Governo), la nomina dei funzionari pubblici, la ratifica dei trattati internazionali.
Tra i poteri, sia formalmente sia sostanzialmente, conferiti al Presidente vi è la possibilità di inviare messaggi alle camere, la nomina di un terzo dei giudici della Corte costituzionale e di cinque senatori a vita, il rinvio delle leggi alle Camere, la concessione della grazia. Infine, il Presidente ha il comando delle forze armate, presiede il consiglio supremo di difesa, presiede il Consiglio superiore della magistratura, conferisce onorificenze. Nel caso che il Presidente non fosse nelle condizioni di adempiere alle sue funzioni, esse vengono esercitate dal Presidente del Senato (art. 86).

#### Titolo III: Il Governo
Il terzo titolo, dall'articolo 92 al 100, riguarda il potere esecutivo ed è suddiviso in tre sezioni: "il Consiglio dei Ministri", "la Pubblica Amministrazione", "gli organi ausiliari".
Il Consiglio dei ministri è un organo collegiale che costituisce il Governo della Repubblica e che, secondo l'articolo 92, è composto dal Presidente del Consiglio dei ministri e dai ministri:
(Art. 92 della Costituzione della Repubblica Italiana)

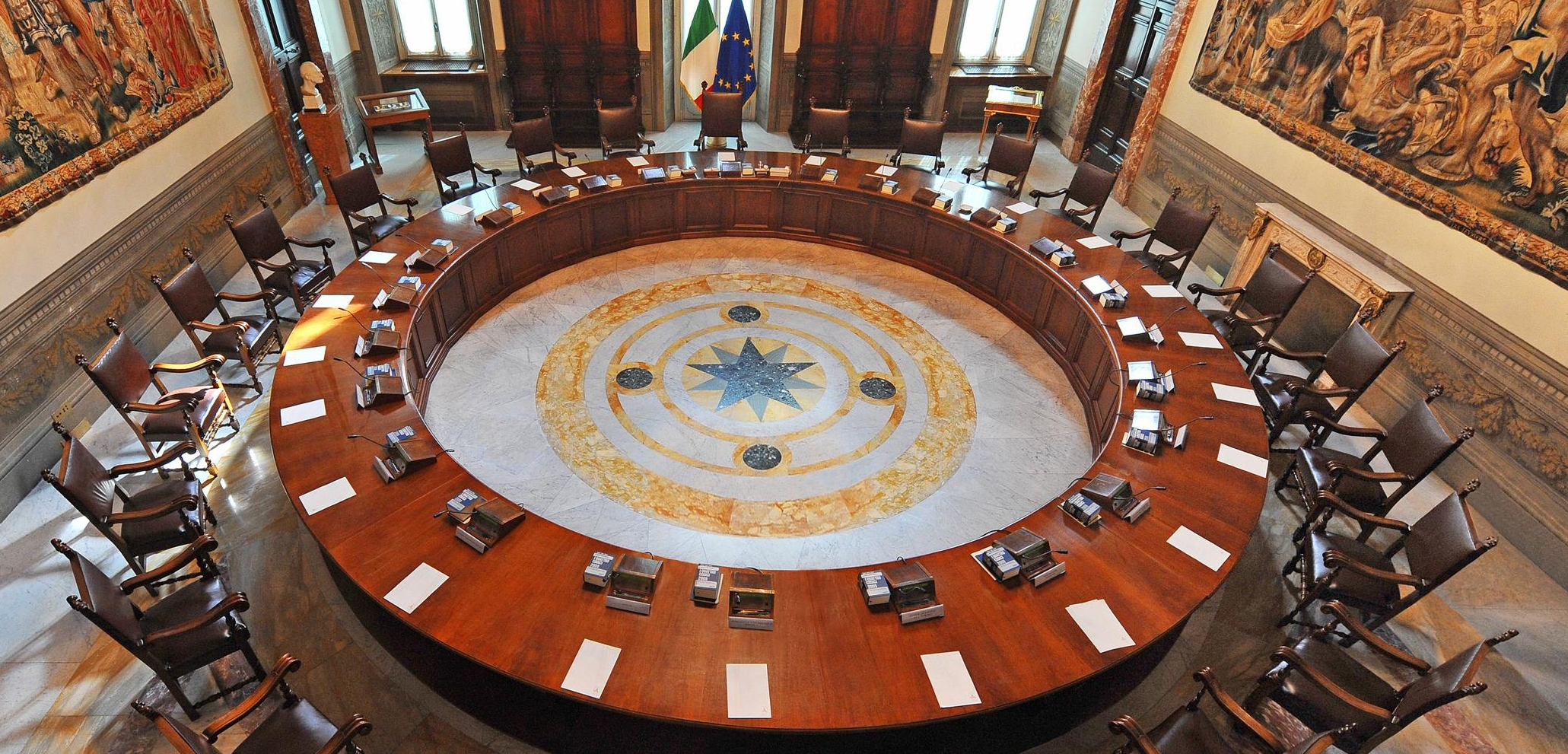
Sala del Consiglio dei Ministri a Palazzo Chigi.

Esso esercita il potere esecutivo e costituisce una parte rilevante dell'attività di indirizzo politico. La Costituzione esclude che il Governo sia scelto formalmente dal corpo elettorale, bensì, secondo l'articolo 92, la nomina del Presidente del Consiglio dei ministri e, su proposta di questo, dei ministri spetta al Presidente della Repubblica (vedi formazione del governo della Repubblica Italiana), i quali davanti ad esso prestano giuramento (art. 93). Il Governo trae la sua legittimazione dalla "fiducia parlamentare" che è imprescindibile e deve essere chiesta entro dieci giorni dalla sua formazione, presentandosi in entrambe le camere; la fiducia può essere revocata, anche da una sola camera, in qualsiasi momento (art. 94):
(Art. 94 della Costituzione della Repubblica Italiana)
La fiducia o la mozione di sfiducia deve essere votata per appello nominale in modo da dare responsabilità politica ai parlamentari che volessero sostenere o meno quel Governo. Nell'esperienza repubblicana, fino al 2016, nessun Governo è mai stato sfiduciato, in quanto si è più volte preferito, per opportunità politica, presentare dimissioni spontanee quando si fosse rilevata una mancanza di maggioranza parlamentare a sostegno. L'attività del Governo successiva alle dimissioni è limitata al disbrigo degli affari correnti; solitamente il Presidente del Consiglio dimissionario emana apposite circolari per regolare i poteri. In seguito alla crisi di Governo, il Presidente della Repubblica avvia le consultazioni per la sua risoluzione.
Per quanto riguarda i compiti e i poteri del Presidente del Consiglio dei ministri, l'articolo 95 recita:
(Art. 95 della Costituzione della Repubblica Italiana)
Il Governo deve dunque agire come un soggetto politicamente unitario. A tal fine vengono, appunto, attribuiti al Presidente del Consiglio i poteri necessari per poter assicurare questo.
L'art. 95 rinvia alla legge sulla presidenza del consiglio dei ministri per una più dettagliata regolamentazione sul funzionamento del Governo: la legge in questione è la n.400/1988. Tale legge disciplina ulteriori strumenti che mirano a mantenere coeso il Governo ed unitario il suo indirizzo politico ed amministrativo, riforma la Presidenza de Consiglio dei ministri (ossia la struttura amministrativa messa a disposizione del Presidente del Consiglio per l'esercizio delle proprie funzioni), e istituisce varie figure di organi governativi non necessari.
Il Governo rimane in carica fintantoché non si dimette, o per scelta spontanea o perché costretto per la mancanza o revoca della fiducia da parte di almeno una Camera. La bocciatura da parte di una Camera ad una proposta del Governo non comporta l'implicita sfiducia; tuttavia, anche se non è una pratica prevista espressamente dalla Costituzione, talvolta il governo è ricorso alla questione di fiducia a sostegno dei propri atti.
L'articolo 97 e 98 sono dedicati alla pubblica amministrazione italiana e per la loro organizzazione si rimanda ad una riserva di legge, mentre è stabilito che, salvo casi demandati sempre alla legge, agli incarichi si acceda per concorso pubblico. La legge costituzionale 20 aprile 2012 n. 1 ha introdotto il principio del pareggio di bilancio.
I successivi due articoli descrivono invece alcuni degli organi di rilievo costituzionale come il Consiglio nazionale dell'economia e del lavoro, il Consiglio di Stato e la Corte dei conti.

#### Titolo IV: la magistratura

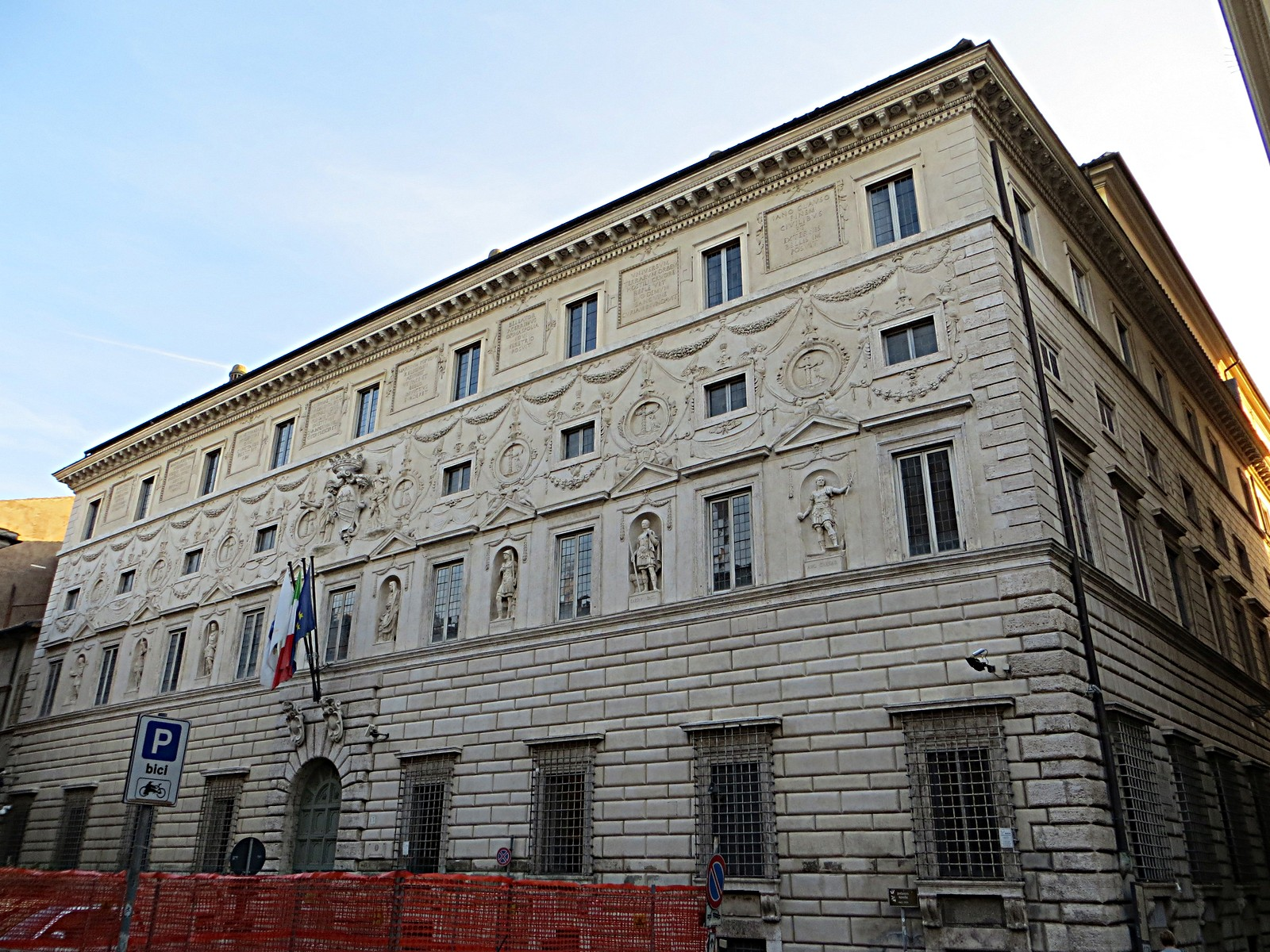
Palazzo Spada, sede del Consiglio di Stato

Il quarto titolo, dall'articolo 101 al 113, riguarda il potere giudiziario ed è suddiviso in due sezioni: "ordinamento giurisdizionale", "norme sulla giurisdizione".
Con l'articolo 101, la Costituzione sancisce due principi fondamentali: che "la giustizia è amministrata in nome del popolo", marcando una profonda differenza con il passato (come lo Statuto Albertino) in cui era amministrata in "nome del Re", e che "i giudici sono soggetti soltanto alla legge" ribadendo così la separazione dei poteri e costituendo un collegamento tra il giudice (carica non elettiva e non politica) e la sovranità popolare:
(Art. 101 della Costituzione della Repubblica Italiana)
L'articolo 103 descrive sommariamente le funzioni del Consiglio di Stato, della Corte dei conti e dei tribunali militari, rimandando con riserva di legge la disciplina più accurata di questi istituti:
(Art. 103 della Costituzione della Repubblica Italiana)
La Costituzione, inoltre prevede forti garanzie a favore dell'indipendenza dei giudici asserendo (art. 104) che la magistratura sia autonoma e vietando ingerenze da ogni altro potere:
(Art. 105 della Costituzione della Repubblica Italiana)
Per ottenere questo è stato previsto che tutti gli atti che regolamentano l'ordinamento giudiziario come assunzioni, assegnazioni, trasferimenti, promozioni e provvedimenti disciplinari, siano demandati esclusivamente al Consiglio superiore della magistratura i cui membri sono per i 2/3 eletti dai magistrati ordinari e per i rimanenti dal Parlamento in seduta comune. Sempre a maggior garanzia dell'indipendenza dei magistrati, con l'articolo 106 si obbliga che essi siano nominati a seguito di un concorso.
L'articolo 111 descrive i principi del giusto processo a cui si rimanda comunque alla legge per i particolari; rimangono comunque le linee generali come: il contraddittorio e la condizione di parità tra le parti, la presenza di un giudice terzo ed imparziale, una durata dello stesso ragionevole e ulteriori istituti a garanzia dei diritti dell'accusato in un processo penale:

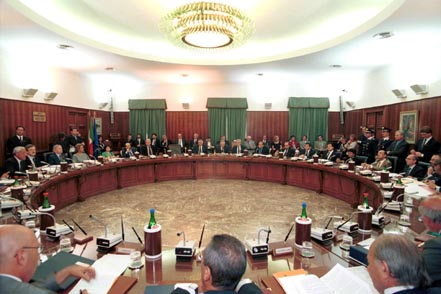
Seduta del Consiglio superiore della magistratura

(Art. 111 della Costituzione della Repubblica Italiana)

#### Titolo V: Le Regioni, le Province, i Comuni
Il quinto titolo, dall'articolo 114 al 133, riguarda le norme relative ai governi locali. Questa parte risulta molto articolata ed è stata oggetto di una profonda revisione con le leggi costituzionali del 1999 e del 2001. Originariamente veniva ripartita in regioni, province e comuni a cui, dal 2001, si sono aggiunte le città metropolitane:
(Art. 114 della Costituzione della Repubblica Italiana)
Tra le regioni, secondo l'articolo 116, il Friuli-Venezia Giulia, la Sardegna, la Sicilia, il Trentino-Alto Adige/Südtirol e la Valle d'Aosta/Vallée d’Aoste, godono di particolari forme di autonomia garantite dai loro statuti speciali.
Il rapporto tra stato-regioni e dunque le materie di legislazione esclusiva statale o concorrenti tra lo stato e le regioni, in cui la potestà legislativa spetta comunque a queste ultime, sono elencate nell'articolo 117. La legge dello stato deve individuare le funzioni che possono essere attribuite ai comuni, alle province e alle città metropolitane, quest'ultimi potranno così regolamentare l'organizzazione e lo svolgimento di tali funzioni.

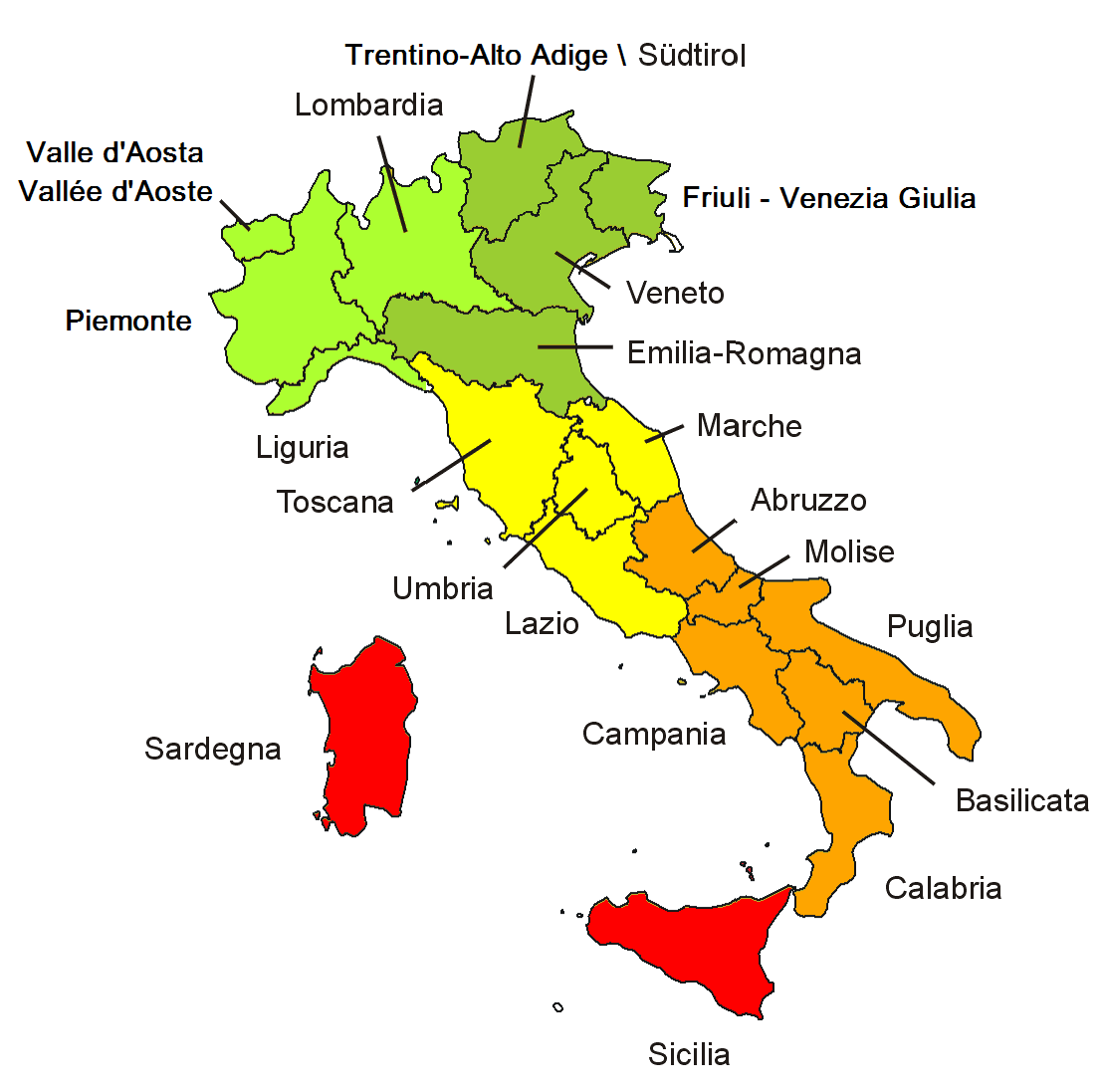
Le Regioni italiane così come elencate nell'articolo 131 della Costituzione.

L'articolo 119 originale si preoccupava di descrivere l'autonomia finanziaria delle regioni. Prima della riforma del 1996, l'interpretazione della giurisprudenza costituzionale ha previsto che il finanziamento delle regioni avvenisse in una sorta di trasferimento di mezzi finanziari tra lo stato e le regioni con decisione prevalentemente demandata al primo. Dal 1996, si è mutato indirizzo, culminato con la legge costituzionale n. 3 del 2001 in cui si è introdotto il cosiddetto "federalismo fiscale" in cui si è provveduto a concedere agli enti locali autonomia finanziaria di entrata e di spesa e di dotarli di risorse autonome. La legge dello stato determina comunque i principi fondamentali del patrimonio di tali enti i cui possono ricorrere all'indebitamento solo per finanziare particolari investimenti e dopo avere definito piani di ammortamento. Lo stato non può intervenire a garanzia dei prestiti ottenuti.
In caso di contrasti di competenza tra lo stato e le regioni, la Corte costituzionale è incaricata di risolvere la questione. Infatti, con l'articolo 127, si stabilisce che il Governo "può promuovere la questione di legittimità costituzionale" inerente ad una legge regionale che ritiene ecceda dalle competenze delle Regioni, dinnanzi a questa corte. Altresì, una regione può promuovere la stessa azione quando ritiene che una legge o un atto avente forza di legge dello Stato o di un'altra Regione "leda la sua sfera di influenza".
L'articolo 120 pone alcune limitazioni all'autonomia delle Regioni vietandogli l'istituzione di dazi o di provvedimenti che ostacolino la circolazione di persone o cose tra le Regioni, nonché limitare in qualsiasi modo il diritto del lavoro. In casi specifici individuati nell'articolo 120, al Governo è data la possibilità di sostituirsi agli enti locali, demandando alla legge le "procedure atte a garantire che i poteri sostitutivi siano esercitati nel rispetto del principio di sussidiarietà e del principio di leale collaborazione".
Dall'articolo 121 all'articolo 123, la Costituzione descrive l'organizzazione della Regione, individuandone gli organi che sono: il Consiglio regionale, la Giunta regionale e il Presidente, quest'ultimo incaricato di dirigere la politica della Giunta e le funzioni amministrative delegate dallo stato. La disciplina dell'elezione dei precedenti organi è demandata alla legge regionale (nei limiti dei principi fondamentali stabiliti dalla legge dello Stato). Le Regioni sono organizzate secondo uno statuto regionale (armonizzato con la Costituzione) che viene disciplinato dall'articolo 123.
Tutte le autonomie regionali descritte non devono, comunque, far pensare ad una tendenza ad una netta separazione tra Stato e Regioni, ma bensì ad un decentramento del potere coordinato ed equilibrato con gli interessi statali in ossequi con l'art 5 della Costituzione che prevede l'indivisibilità della Repubblica.

#### Titolo VI: Garanzie Costituzionali
Il sesto titolo, dall'articolo 134 al 139, riguarda le garanzie poste per preservare la stessa Costituzione ed è suddiviso in due sezioni: "La Corte costituzionale" e "Revisione della Costituzione - Leggi costituzionali."
La Costituzione si caratterizza per la previsione di un organo di garanzia esterno all'organo di produzione legislativa e al circuito democratico individuato nell'istituzione della Corte costituzionale della Repubblica Italiana. Essendo essa un organo di garanzia esterno, non può essere espressione della maggioranza e dunque non ha una legittimazione derivante dalla rappresentanza del corpo elettorale. È composta da 15 giudici, di cui 5 eletti dal Parlamento in seduta comune (la cui scelta generalmente è di matrice politica), 5 nominati dal Presidente della repubblica (solitamente scelti con lo scopo di assicurare un certo equilibrio tra le correnti del pensiero), tre sono eletti dai magistrati di cassazione, uno dal Consiglio di Stato e uno dalla corte dei conti; la scelta di quest'ultimi garantisce un collegamento tra il potere giudiziario e la Corte. Tutti i membri vengono scelti, secondo l'articolo 135, tra i "magistrati anche a riposo delle giurisdizioni superiori ordinaria ed amministrative, i professori ordinari di università in materie giuridiche e gli avvocati dopo venti anni d’esercizio". Il funzionamento della Corte è stato disciplinato dalla legge costituzionale 2 del 1967, in cui tra l'altro si è stabilito che rimangono in carica 9 anni, che il Presidente è eletto in seno ad essa e da parte degli stessi appartenenti, che si riunisce in udienza pubblica o in camera di consiglio e che si pronuncia mediante sentenze o ordinanze.

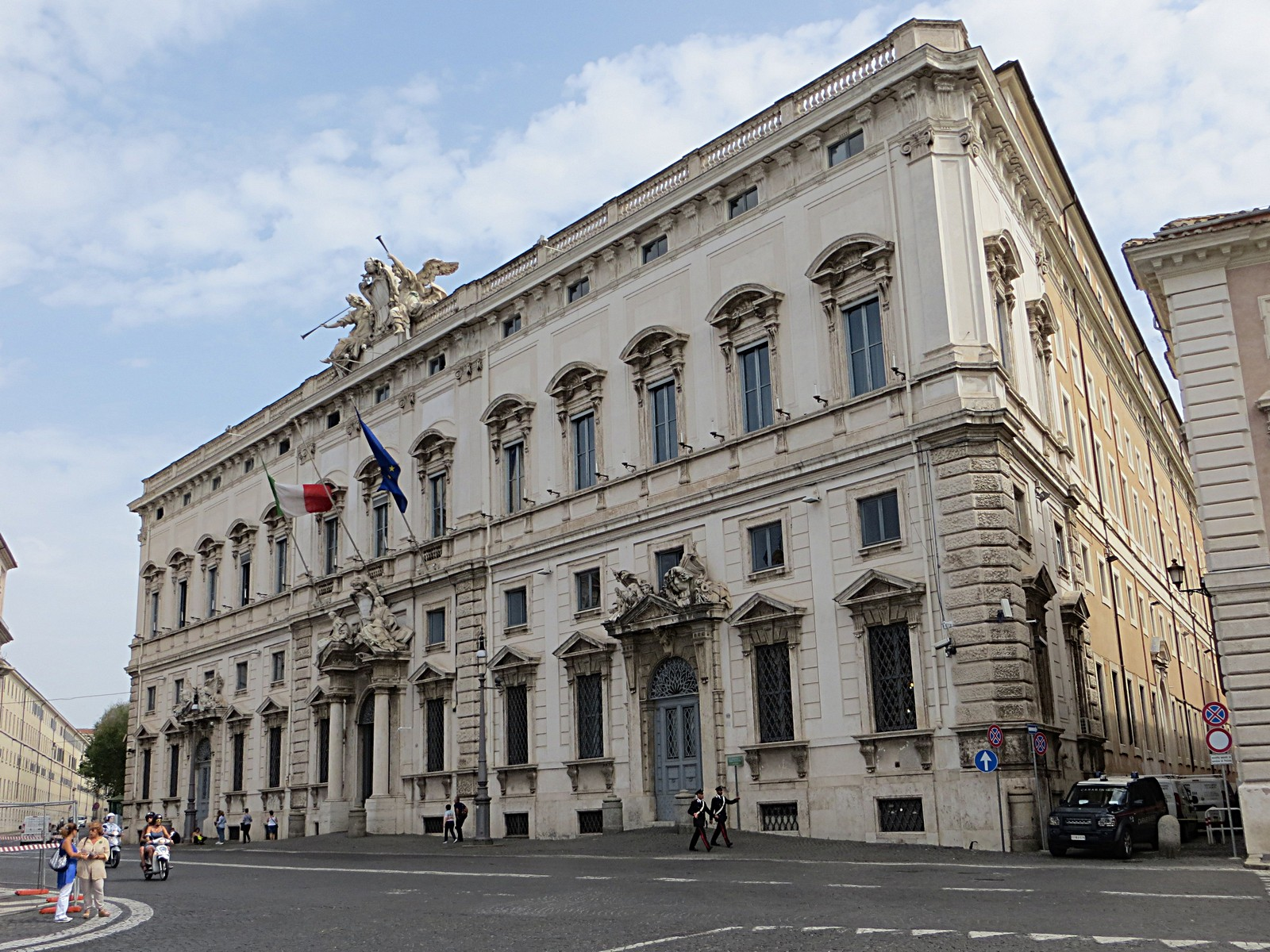
Palazzo della Consulta, sede della Corte costituzionale della Repubblica Italiana.

Oltre che per la risoluzione dei conflitti tra Stato e Regioni e tra Regioni e Regioni, con la legge costituzionale 1 del 1948 si è stabilito che la Corte può essere chiamata ad un giudizio in via incidentale quando, nel corso di un procedimento giudiziale, ad un giudice sorge un dubbio di costituzionalità di una norma e dunque interrompe il processo rimettendo così alla Corte la questione di legittimità costituzionale. Con questo, i costituenti (ed in particolare i membri appartenenti all'area comunista) hanno voluto evitare che un singolo cittadino potesse impugnare un atto del Parlamento legittimato come rappresentante del popolo. Secondo l'articolo 136, "quando la Corte dichiara l’illegittimità costituzionale di una norma di legge o di atto avente forza di legge, la norma cessa di avere efficacia dal giorno successivo alla pubblicazione della decisione". Infine, la Corte costituzionale viene chiamata ad esprimersi nei giudizi d'accusa contro il Presidente della Repubblica, coadiuvata da sedici cittadini tratti a sorte tra coloro con i requisiti per l'eleggibilità a senatore, e sull'ammissibilità del referendum.

##### Sezione II - Revisione della Costituzione
Secondo la procedura prevista dall'articolo 138 della Costituzione per l'adozione delle leggi di revisione o riforma della Costituzione e per le altre leggi costituzionali sono necessarie due deliberazioni di entrambe le camere ad un intervallo non minore di tre mesi e a maggioranza assoluta dei componenti di ciascuna di queste nella seconda votazione:
(Art. 138 della Costituzione della Repubblica Italiana)
Le modifiche al testo della Costituzione non devono comunque compromettere lo spirito repubblicano e gli ideali sui quali essa si fonda (art. 139) e ciò costituisce la "clausola di eternità" della Costituzione:
(Art. 139 della Costituzione della Repubblica Italiana)
La dottrina prevalente e la giurisprudenza (Corte Cost. 1146/1988, Corte Cost. 366/1991) ritengono che i principi fondamentali (art. dall'1 al 12) e quelli ad essi collegati siano una base irrinunciabile per lo spirito repubblicano su cui la Costituzione si fonda e che costituiscano parte integrante della forma repubblicana. Per questo motivo non possono essere modificati (vedi limiti alla revisione costituzionale). La forma repubblicana è sottratta non solo all'abolizione (che avverrebbe in caso di restaurazione della monarchia), bensì anche alla revisione. L'art. 1 definisce l'Italia una repubblica democratica fondata sul lavoro e riassume le caratteristiche essenziali della forma repubblicana. Non è solo il nome di repubblica ad essere sottratto alla revisione ma tutto l'insieme dei principi che concorrono a formare la forma repubblicana delineata dall'art. 1. Per questo, le caratteristiche essenziali della forma repubblicana non possono essere modificate.
Nel caso in cui la legge costituzionale sia stata approvata con una maggioranza inferiore dei due terzi dei componenti in una o in entrambe le camere, se entro tre mesi dalla loro pubblicazione, ne facciano domanda un quinto dei membri di una Camera o cinquecentomila elettori o cinque Consigli regionali, la legge è sottoposta a referendum e non è promulgata, se non è approvata dalla maggioranza dei voti validi.
La maggioranza delle revisioni significative ha riguardato la seconda parte della carta costituzionale.

### Disposizioni transitorie e finali
La Costituzione della Repubblica Italiana contiene una serie di diciotto disposizioni transitorie e finali inserite con l'intento di gestire il passaggio dal precedente ordinamento a quello repubblicano. Esse hanno carattere di eccezionalità, ovvero una volta raggiunto il loro scopo non sono atte a ripetersi.
Tra le principali ci sono:
- la previsione del Capo provvisorio dello Stato facente funzioni di Presidente della Repubblica (sarà eletto Enrico De Nicola) (I);
- il non riconoscimento dei titoli nobiliari e la loro nullità (XIV);
- il divieto di riorganizzazione del disciolto Partito Nazionale Fascista e la deroga alle norme costituzionali per la temporanea limitazione dei diritti politici dei suoi dirigenti (XII)[116];
- alcune indicazioni in merito alla prima composizione del Senato dopo l'entrata in vigore della costituzione (varie);
- l'esproprio e il passaggio alla proprietà dello Stato dei beni appartenenti a Casa Savoia sul territorio italiano (XIII).

## Leggi costituzionali

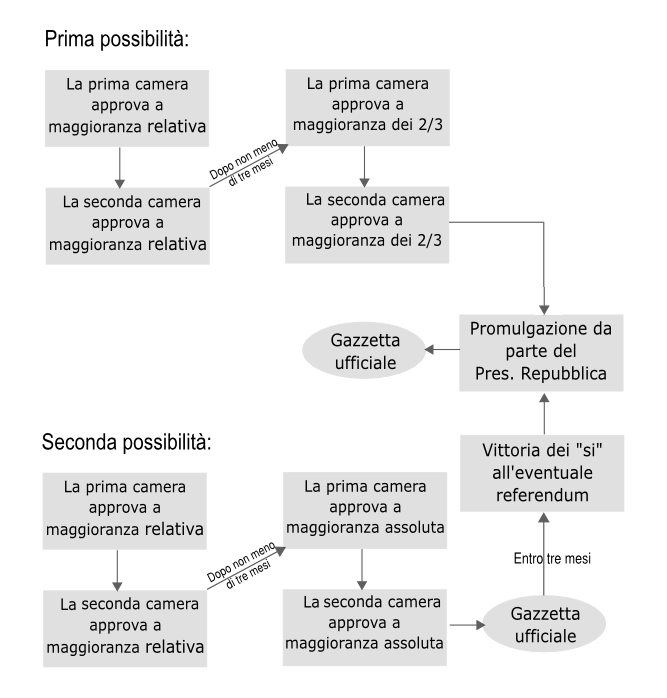
Schema del procedimento per l'adozione delle leggi costituzionali.

Il testo originario della Costituzione, nel corso della storia, ha subito alcune revisioni o emendamenti. Per revisioni costituzionali in senso più ampio, riferite alla configurazione dei poteri contenuta nella parte II della Costituzione, la dottrina giuridica avanzò proposte che nel tempo furono convogliate nei lavori di apposite commissioni bicamerali, che però non portarono a nessun esito.
Nel primo cinquantennio di vita della Costituzione (1948-1998) sono state approvate venticinque leggi costituzionali o di revisione costituzionale, in gran parte finalizzate alla consolidazione di alcune istituzioni o per aggiornare alcune norme alle nuove esigenze della vita politica e civile. A queste si aggiungono tre atti dell'Assemblea costituente che hanno a loro volta rango di legge costituzionale, poiché il decreto legislativo luogotenenziale n. 98 del 16 marzo 1946, da intendere come una «costituzione provvisoria», attribuiva e riservava all'Assemblea la materia costituzionale, oltreché elettorale e di approvazione dei trattati internazionali. Tra le più significative approvate nel suddetto cinquantennio vi sono: la L. Cost. 1/1953, in cui vengono integrate alcune norme riguardanti la Corte costituzionale; la L. Cost. 2/1963, con la quale si regola l'elezione delle camere e la durata della legislatura; la L. Cost. 2/1967, riguardante norme sulla composizione del collegio dei giudici costituzionali; la L. Cost. 1/1989, sulla responsabilità penale dei ministri; la L. Cost. 3/1993, che regola l'immunità parlamentare.
Con la legge costituzionale 23 ottobre 2002 venne stabilito che i commi primo e secondo della XIII disposizione transitoria e finale della Costituzione, relativi al divieto per i discendenti maschi di Casa Savoia di soggiornare in Italia e partecipare alla vita pubblica del paese, esaurivano i loro effetti.
A partire dalla XIII legislatura si è assistito ad una nuova inclinazione verso un "revisionismo costituzionale", caratterizzato da proposte di ampia riforma della Costituzione. Tuttavia non sono mancante delle revisioni su questioni specifiche come, a titolo di esempio, l'inserimento del principio delle pari opportunità (L. Cost. 1/2003) e l'abolizione totale della pena di morte, anche in tempo di guerra (L. Cost. 1/2007).
Di seguito sono trattate le revisioni più consistenti tra quelle approvate o anche solo proposte.

### Revisione del 2001
Quasi alla conclusione della XIII legislatura (1996-2001), il Parlamento approvò una rilevante modifica della Costituzione modificando 9 articoli della stessa, tutti contenuti all'interno del Titolo V della Seconda parte, relativo all'ordinamento territoriale italiano.
La legge di revisione ha segnato il passaggio dal precedente Stato regionale a un modello che è stato definito Stato policentrico delle autonomie o Repubblica delle autonomie, in prima istanza rovesciando l'ordine di preminenza nella formazione delle leggi disposto dall'articolo 117: se prima venivano elencate le materie in cui le Regioni avevano potere di legiferare (in via concorrenziale) ed era lasciata allo Stato la competenza su tutto il resto, ora vengono elencate le materie di competenza esclusiva dello Stato, nonché alcune materie di competenza concorrente dello Stato e delle Regioni, mentre viene lasciata alle Regioni la competenza generale o "residuale" (attuando così il cosiddetto federalismo legislativo).
Altri effetti della riforma sono:
- L'ordinamento policentrico della Repubblica italiana (adesso costituita dai Comuni, dalle Province, dalle Città metropolitane, dalle Regioni e dallo Stato);
- La prima[N 6] citazione del diritto comunitario tra quelli che danno luogo ad impegni internazionali che limitano la discrezionalità legislativa nazionale (sia dello Stato che delle Regioni);
- La "costituzionalizzazione" di Roma Capitale della Repubblica;
- La possibilità di concedere alle Regioni a statuto ordinario che ne facciano richiesta (e previa intesa con lo Stato) forme e condizioni particolari di autonomia (cosiddetto federalismo differenziato, di natura pattizia);
- L'attribuzione ai Comuni della preminenza nell'azione amministrativa (inserimento in Costituzione dei principi del federalismo amministrativo);
- L'introduzione dei principi di sussidiarietà verticale tra i vari livelli di governo della Repubblica e di sussidiarietà orizzontale tra gli enti pubblici e i cittadini;
- L'inserimento dei principi del federalismo fiscale e la previsione di un fondo perequativo per le aree svantaggiate del Paese (eliminando qualsiasi riferimento specifico al Mezzogiorno e alle Isole);
- L'introduzione del potere di supplenza dello Stato qualora una Regione o un ente locale non svolga le funzioni proprie o attribuite;
- La previsione dell'inserimento negli Statuti regionali del Consiglio delle autonomie locali, quale organo di consultazione fra la Regione e gli enti locali;
- La soppressione del controllo preventivo statale sulla legislazione regionale;
- La possibilità, nelle more dell'istituzione del Senato federale, di integrare la Commissione parlamentare per le questioni regionali con rappresentanti delle Regioni e degli enti locali.

Questa riforma, realizzata dall'Ulivo sulla base di un testo approvato da maggioranza e opposizione nella Commissione bicamerale per le riforme istituzionali presieduta dall'onorevole D'Alema, non fu appoggiata dal quorum dei 2/3 del Parlamento: ciò permise l'indizione di un referendum per chiederne all'elettorato l'approvazione o la bocciatura. Attraverso il voto popolare del referendum, svoltosi il 7 ottobre 2001, il 64,20% dei votanti (34,10% di affluenza) espresse la volontà di confermare la riforma costituzionale, entrata così in vigore l'8 novembre 2001.

### Progetto di revisione del 2005-2006

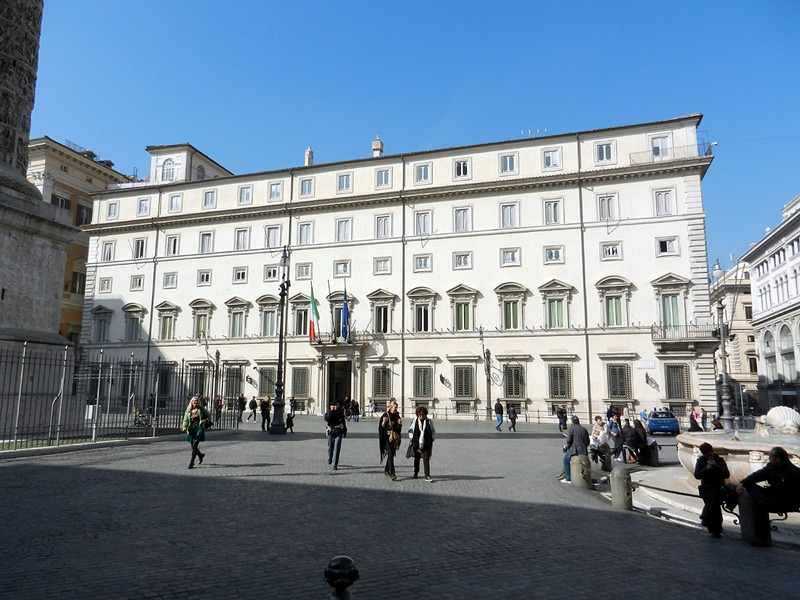
Palazzo Chigi, sede del Governo della Repubblica Italiana e residenza del presidente del Consiglio dei ministri

Nel corso della XIV legislatura (2001-2006) il Parlamento aveva approvato, sulla base di una bozza elaborata a Lorenzago di Cadore da quattro parlamentari della maggioranza di centro-destra (Andrea Pastore di FI, Domenico Nania di AN, Roberto Calderoli della Lega Nord e Francesco D'Onofrio dell'UdC), una rilevante modifica delle disposizioni della Costituzione. La riforma modificava circa cinquanta articoli e avrebbe comportato la trasformazione della Repubblica Italiana in uno Stato federale, dotato inoltre di un esecutivo nettamente più forte.
Tra le principali disposizioni si possono citare in modo non esaustivo le seguenti:
- Trasformazione del Senato in Senato federale della Repubblica, teso a rappresentare gli interessi del territorio e delle comunità locali. I senatori sarebbero stati eletti fra i residenti sul territorio regionale o fra i rappresentanti del popolo in enti territoriali.
- Riduzione del numero dei parlamentari da 945 a 770: 252 senatori federali e 518 deputati elettivi, di cui 500 in Italia e 18 deputati per gli italiani all'estero, ai quali avrebbe potuto aggiungersi un massimo di 3 eventuali deputati a vita.
- Ruolo più specifico all'opposizione (alla Camera) e alle minoranze (al Senato federale).
- Istituzione di un sistema monocamerale per il voto delle leggi: in funzione delle materie, sia il Senato federale sia la Camera avrebbero potuto approvare una legge senza che fosse necessario l'approvazione del medesimo testo da parte di entrambe le Camere (salvo eccezioni).
- Adottando la versione del sistema parlamentare detta premierato, la carica di Presidente del Consiglio dei Ministri sarebbe stata sostituita da quella di Primo ministro, designato direttamente dagli elettori. I poteri del Primo ministro sarebbero stati rafforzati, in quanto su sua richiesta il Presidente della Repubblica avrebbe dovuto sciogliere la Camera dei deputati (a meno che la maggioranza espressa dalle elezioni non indicasse un sostituto).
- Il voto di fiducia e sfiducia al governo sarebbe stato espresso dalla sola Camera dei deputati.
- La sfiducia al governo avrebbe comportato anche lo scioglimento della Camera, a meno che i deputati della maggioranza non avessero espresso un nuovo Primo ministro (non sarebbe cioè stato possibile che il nuovo governo fosse sostenuto da una maggioranza diversa dal precedente).
- Riduzione delle funzioni del Presidente della Repubblica.[133] In primo luogo, avrebbe nominato Primo ministro chi fosse risultato candidato a tale carica dalla maggioranza uscita dalle elezioni, senza la (formale) libertà di scelta contemplata dall'articolo 92 della Costituzione. Avrebbe poi sciolto la Camera dei deputati: solo su richiesta del Primo ministro; in caso di morte, impedimento permanente o dimissioni dello stesso; se la Camera dei deputati avesse approvato una mozione di sfiducia al Primo ministro senza che la maggioranza risultante dalle elezioni ne avesse espresso uno nuovo; infine, se il voto di sfiducia fosse stato respinto col voto determinante di deputati non appartenenti alla maggioranza espressa dalle elezioni. L'età minima per essere eletto alla carica di Presidente della Repubblica sarebbe infine scesa da 50 a 40 anni.
- Alcune materie legislative, assegnate dalla riforma del 2001 alla legislazione concorrente (in cui la facoltà legislativa spetta alle regioni, salva la determinazione dei principi fondamentali riservata alla legislazione statale) sarebbero tornati di esclusiva competenza statale.[134] Si trattava di:
  - la sicurezza del lavoro;
  - le norme generali sulla tutela della salute;
  - le grandi reti strategiche di trasporto e di navigazione di interesse nazionale e relative norme di sicurezza;
  - l'ordinamento della comunicazione (mentre sarebbero rimaste alla legislazione concorrente la "comunicazione di interesse regionale, ivi compresa l'emittenza in ambito regionale" e la "promozione in ambito regionale dello sviluppo delle comunicazioni elettroniche");
  - l'ordinamento delle professioni intellettuali;
  - l'ordinamento sportivo nazionale (mentre sarebbe rimasto alla legislazione concorrente l'ordinamento sportivo regionale);
  - la produzione strategica, il trasporto e la distribuzione nazionali dell'energia (alla legislazione concorrente rimane la produzione, trasporto e distribuzione dell'energia di rilevanza non nazionale).
- Viceversa, sarebbero passate alla competenza esclusiva delle regioni alcune materie incluse nella legislazione concorrente:
  - assistenza e organizzazione sanitaria;
  - organizzazione scolastica e gestione degli istituti scolastici e di formazione (fatta salva l'autonomia delle istituzioni scolastiche);
  - definizione della parte dei programmi scolastici e formativi di interesse specifico della Regione;
  - polizia amministrativa regionale (la polizia amministrativa locale già rientrava nelle competenze esclusive regionali).
- Reintroduzione dell'interesse nazionale come limite della legislazione regionale.
- Modifica della composizione della Corte costituzionale con aumento dei membri di nomina parlamentare.
- Modifica delle possibilità di ricorso alla Corte costituzionale, con attribuzione della possibilità di ricorso anche alle Province, alle Città metropolitane e ai Comuni.
- Possibilità di referendum consultivo su tutte le riforme della Costituzione e sulle leggi costituzionali, anche approvate in seconda lettura a maggioranza dei due terzi.
- I "membri laici" del Consiglio superiore della magistratura sarebbero stati scelti non dal Parlamento in seduta comune, ma per metà da ciascuna camera (sempre tra i professori universitari ordinari di materie giuridiche e gli avvocati con quindici anni di esercizio della professione).
- Sarebbe stata riconosciuta protezione costituzionale alle Autorità indipendenti.

L'approvazione della riforma costituzionale senza il raggiungimento della maggioranza qualificata prevista consentì la celebrazione di un referendum confermativo, richiesto da tutti i tre soggetti abilitati a farlo (almeno un quinto dei membri di una Camera, cinquecentomila elettori, cinque consigli regionali). Si giunse così al referendum costituzionale del 2006, quando la riforma fu bocciata col 61,70% dei voti (53,70% di affluenza).

### Revisione del 2012

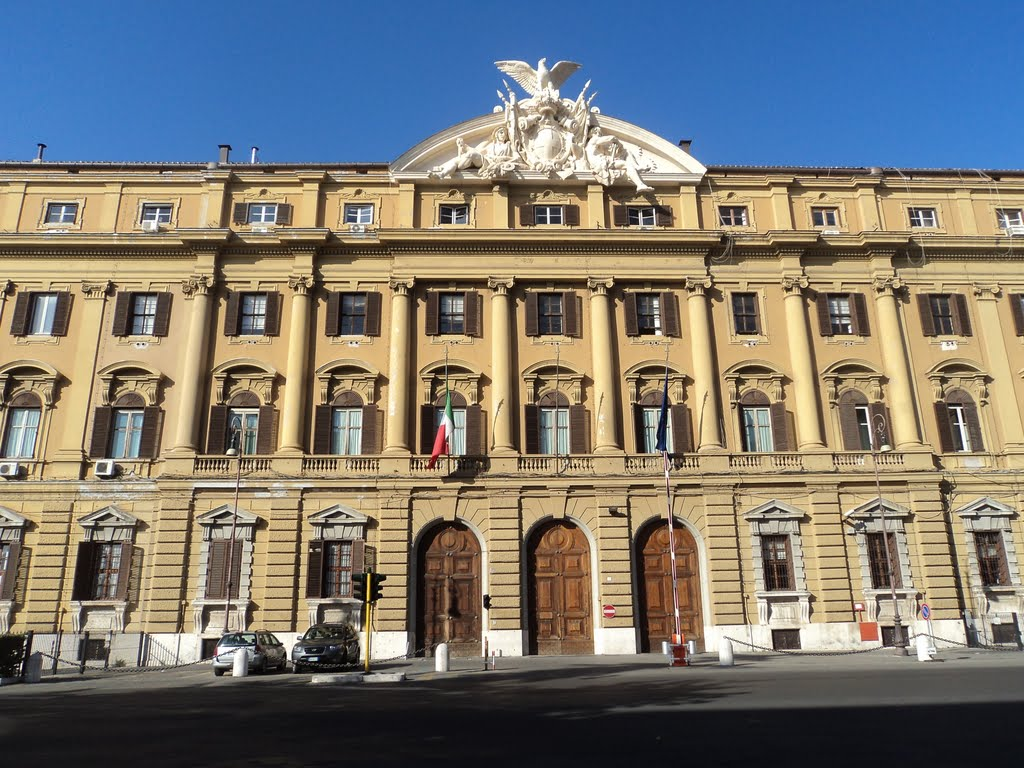
Il Palazzo delle Finanze, sede del Ministero dell'economia e delle finanze e della Ragioneria generale dello Stato

La legge costituzionale 20 aprile 2012 n. 1 ha introdotto il principio del pareggio di bilancio nella Costituzione italiana. La riforma ha prodotto i suoi effetti a decorrere dall'esercizio finanziario relativo all'anno 2014.
Non si è fatto ricorso al referendum confermativo, previsto dall'art. 138 della Costituzione, in quanto in seconda lettura sia alla Camera dei Deputati sia al Senato della Repubblica è stata raggiunta la maggioranza qualificata dei due terzi dei componenti.
La modifica più rilevante si riscontra nella nuova formulazione dell'art. 81:
(Art. 81 della Costituzione della Repubblica Italiana)
Soltanto al verificarsi di eventi eccezionali, ovvero gravi recessioni economiche, crisi finanziarie e gravi calamità naturali, e soltanto previa autorizzazione delle Camere a maggioranza assoluta, è possibile il ricorso all'indebitamento.
L'obbligo di decisione a maggioranza assoluta sottrae la disponibilità del ricorso all'indebitamento come fondamentale strumento di politica economica a qualunque maggioranza politica, a qualunque governo, richiedendo il necessario coinvolgimento di parte delle opposizioni anche solo per sfruttare gli effetti di una congiuntura economica particolarmente favorevole. La riforma costituzionale rafforza la centralità dello Stato nel sistema di finanza pubblica riducendo l'ambito di autonomia delle Regioni e degli Enti Locali oggi prevista dal Titolo V della Costituzione.
Le Regioni non potranno più facilmente ricorrere alla Corte costituzionale per vedere tutelata la propria autonomia finanziaria rispetto alle disposizioni anche di dettaglio previste dalle norme statali.

### Progetto di revisione del 2014-2016
Durante la XVII legislatura il Parlamento ha approvato un'ampia riforma della seconda parte della Costituzione che prevedeva «il superamento del bicameralismo paritario, la riduzione del numero dei parlamentari, il contenimento dei costi di funzionamento delle istituzioni, la soppressione del CNEL e la revisione del titolo V della parte II della Costituzione». Il 4 dicembre 2016 tale riforma è stata respinta tramite referendum, con il 59,12% di voti contrari.

### Revisione del 2019-2020
Durante la XVIII legislatura il Parlamento ha approvato, con legge costituzionale 19 ottobre 2020, n. 1, una puntuale riforma della costituzione in materia di riduzione del numero dei parlamentari e nomina dei senatori a vita. L'obiettivo della riforma è stato emendare la modifica costituzionale del 1963 stabilendo il nuovo numero dei deputati a 400 (in precedenza 630) e dei senatori a 200 (in precedenza 315). Inoltre è stata chiarita l'ambiguità sulla nomina dei senatori a vita da parte del Presidente della Repubblica, stabilendo che non è possibile averne più di 5 in tutto. Il 20-21 settembre 2020 tale riforma è stata approvata tramite un referendum, con il 69,96% di voti favorevoli. La riforma ha modificato gli Artt. 56, 57 e 59.

### Revisione del 2021
Nel mese di luglio 2021, è stata approvata in seconda lettura una legge costituzionale con cui è stata abbassata dai 25 ai 18 anni l'età per eleggere i membri del Senato, parificandola pertanto a quella per eleggere i membri della Camera. Malgrado questa riforma non sia stata approvata con la maggioranza dei due terzi, nessuno ha chiesto il referendum nei tre mesi successivi alla pubblicazione nella Gazzetta Ufficiale, pertanto il 4 novembre questa legge costituzionale è entrata in vigore. La riforma ha modificato l'Art. 58.

### Revisioni del 2022
Il giorno 8 febbraio 2022 sono state approvate a maggioranza qualificata in seconda lettura dalla Camera dei Deputati due modifiche agli articoli 9 (la prima modifica effettuata sui Princìpi fondamentali) e 41, includendo in Costituzione la tutela dell'ambiente, degli animali, e quella della salute pubblica nelle attività economiche.
Il giorno 15 novembre 2022 è stata pubblicata in Gazzetta Ufficiale la legge costituzionale che apporta modifiche all'articolo 119, aggiungendo un comma riguardante il riconoscimento della peculiarità delle isole. Questa legge costituzionale è entrata in vigore il 30 novembre 2022.

### Revisione del 2023
Il giorno 7 ottobre 2023 è stata pubblicata in Gazzetta Ufficiale la legge costituzionale n. 1, che apporta modifiche all'articolo 33, aggiungendo un comma in materia di attività sportiva. Questa legge costituzionale è entrata in vigore il 22 ottobre 2023.

### Esplicative
1. ↑  Con l'esclusione della provincia di Bolzano e della circoscrizione elettorale Trieste-Venezia Giulia-Zara, facendo venire meno 17 deputati dei 573 previsti.
2. 1 2  Onida e Gorlero, 2011, p. 10.
3. ↑  Secondo Giuliano Amato, La Costituzione italiana fra le costituzioni del dopoguerra (2008), in Le istituzioni della democrazia, Il Mulino, 2014, i partiti non vollero ciò cui mirava l’ordine del giorno Perassi: dar più forza autonoma alle istituzioni, in primo luogo al governo. In seguito la voluta debolezza del governo rispetto al Parlamento, disegnata dalla Costituzione, venne corretta: ma non anche “la debolezza del Presidente del Consiglio all’interno del gabinetto” (G. Amato, La crisi della democrazia italiana (2013), ibid., 157), lasciando tuttora aperti i grandi problemi derivanti dalla “estrema devianza a cui ha portato il primato dei partiti
in un sistema a statualità debole” (G. Amato, La Costituzione italiana fra le costituzioni del dopoguerra cit., 86).
4. ↑  Citando il discorso di Aldo Moro all'Assemblea costituente il 17 marzo 1947, "Aldo Moro e l’Assemblea costituente",  Fioroni ricorda il grande Statista 5 ottobre 2016 (archiviato dall'url originale il 18 ottobre 2016). individua in questo punto la volontà dei Costituenti sulla natura immediatamente precettiva delle norme costituzionali (poi affermata dalla Corte costituzionale nella sentenza n. 1 del 1956): "Moro insiste poi molto, in polemica con Calamandrei, con la centralità dei principi fondamentali. Questi non sono un semplice preambolo, ma vincolano il legislatore e assumono una funzione di garanzia. Su questo punto il discorso è chiarissimo e vale la pena di citare le parole di Moro: «Quando si parla di tante norme che andiamo discutendo e ci si scandalizza che siano norme costituzionali, bisognerebbe dire: ma in fondo questo non significa altro che sottrarle all'effimero giuoco di alcune semplici maggioranze parlamentari»".
5. ↑  La terminologia utilizzata nel testo costituzionale è araldicamente impropria: la "banda", per definizione, è quel tipo di partizione che divide la bandiera diagonalmente. La definizione corretta sarebbe dovuta essere "interzata in palo". Cfr.  Manuale ragionato di araldica, su manuali.lamoneta.it (archiviato dall'url originale il 6 marzo 2017).
6. ↑  In sede di Commissione per la Costituente, si scelse di omettere, nella formulazione dell'art. 11, ogni esplicito riferimento all'unità europea, come invece avevano chiesto gli onorevoli Bastianetto e Lussu: v. Lorenza Carlassare, L'art. 11 Cost. nella visione dei costituenti, in Costituzionalismo.it, 1, 2013.

### Bibliografiche
1. ↑  C.Mortati, Istituzioni di diritto pubblico,Cedam, Padova, 1991, X ed.a cura di A.Baldassarre, C.Mezzanotte e F.Modugno, 333 sgg; T.Martines, Diritto Pubblico, VIII ed., Giuffrè, Milano, 73 sgg.; G.D.Falcon, Lineamenti di diritto pubblico, Cedam, Padova, 2017, XIV ed., 147 sgg.; Paolo Caretti e Ugo De Siervo, Diritto costituzionale e pubblico, 2ª ed., Torino, Giappichelli, 2014,  p. 79. URL consultato il 29 aprile 2017 (archiviato il 22 agosto 2017).
2. ↑   Laicità dello Stato, su treccani.it. URL consultato il 6 ottobre 2019 (archiviato il 6 ottobre 2019).
3. ↑  Sono però stati abrogati nel 2001 gli artt. 115, 124, 128, 129, 130.
4. ↑   Costituzione della Repubblica Italiana (PDF), in Gazzetta Ufficiale, n. 298, Roma, Istituto Poligrafico e Zecca dello Stato, dicembre 1947,  pp. 3801-3816. URL consultato il 10 dicembre 2016 (archiviato il 21 dicembre 2016).
5. ↑   La Costituzione della Repubblica italiana, su quirinale.it. URL consultato il 10 dicembre 2016 (archiviato il 21 novembre 2016).
6. ↑   Storia del diritto: Età contemporanea., su books.google.it, 2 agosto 2018 (archiviato dall'url originale il 2 agosto 2018).  LA COSTITUZIONE SICILIANA DEL 1812 (PDF), su storiacostituzionale.altervista.org (archiviato dall'url originale il 2 agosto 2018).
7. ↑   Costituzione siciliana del 1812, su dircost.unito.it, Università di Torino: Dipartimento di Scienze Giuridiche. URL consultato il 18 febbraio 2016 (archiviato il 4 marzo 2016).
8. ↑   Nicolò Palmieri, Saggio storico e politico sulla Costituzione del Regno di Sicilia infino al 1816 con un'appendice sulla rivoluzione del 1820 : opera postuma di Niccolò Palmieri, Losanna, S. Bonamici e compagni, 1847. URL consultato il 18 febbraio 2016.
9. ↑   Sicilia, in Treccani.it – Enciclopedie on line, Roma, Istituto dell'Enciclopedia Italiana. URL consultato il 18 febbraio 2017.
10. ↑  Ghisalberti, 1991, pp. 28-29.
11. ↑  Ascheri, 2008, pp. 344-345.
12. ↑  Padoa-Schioppa, 2007, p. 542.
13. ↑   Costituzione siciliana del 1812, su dircost.unito.it. URL consultato il 10 marzo 2017 (archiviato il 12 marzo 2017).
14. ↑  Ascheri, 2008, pp. 345-346.
15. ↑   Statuto fondamentale pel Governo temporale degli Stati di Santa Chiesa, su it.wikisource.org, Wikisource. URL consultato il 10 marzo 2017 (archiviato il 12 marzo 2017).
16. ↑  Ghisalberti, 1991, pp. 33, 35-36.
17. ↑  Ghisalberti, 1991, pp. 39-41.
18. ↑  Ascheri, 2008, p. 351.
19. 1 2  Ascheri, 2008, p. 352.
20. 1 2   Statuto Albertino, su it.wikisource.org, Wikisource. URL consultato il 10 marzo 2017 (archiviato il 12 marzo 2017).
21. 1 2  Onida e Gorlero, 2011, pp. 3-6.
22. ↑  Ascheri, 2008, pp. 352-353.
23. ↑  Regno d'Italia - Legge 17 marzo 1861 - testo della legge.
24. ↑  Onida e Gorlero, 2011, p. 3.
25. ↑  Onida e Gorlero, 2011, p. 4.
26. ↑   Legge del 22 gennaio 1882, n. 999 (PDF), su storia.camera.it, Camera dei Deputati - Portale Storico. URL consultato il 7 settembre 2017 (archiviato il 25 aprile 2014).
27. ↑   Legge del 30 giugno 1912 n. 666 (PDF), su storia.camera.it, Camera dei Deputati - Portale Storico. URL consultato il 7 settembre 2017 (archiviato l'11 aprile 2014).
28. ↑   Legge del 16 dicembre 1918, n. 1985 (PDF), su storia.camera.it, Camera dei Deputati - Portale Storico. URL consultato il 7 settembre 2017 (archiviato il 25 aprile 2014).
29. 1 2   Questione romana, in Treccani.it – Enciclopedie on line, Roma, Istituto dell'Enciclopedia Italiana. URL consultato il 3 marzo 2017.
30. 1 2 3  Onida e Gorlero, 2011, p. 7.
31. ↑  Pisaneschi, 2016, pp. 24-25.
32. ↑  Onida e Gorlero, 2011, p. 8.
33. ↑  Onida e Gorlero, 2011, p. 9.
34. ↑  Decreto-legge luogotenenziale 25 giugno 1944, n. 151 - Assemblea per la nuova costituzione dello Stato, giuramento dei membri del governo e facoltà del governo di emanare norme giuridiche, emanato dal governo Bonomi (2°).
35. ↑  Onida e Gorlero, 2011, pp. 8-9.
36. ↑   Estensione alle donne del diritto di voto, su gazzettaufficiale.it, 20 febbraio 1945. URL consultato il 5 ottobre 2006 (archiviato l'11 ottobre 2016).
37. ↑  D.L.L. 16 marzo 1946, n. 98 - Integrazioni e modifiche al decreto-legge luogotenenziale 25 giugno 1944, n. 151 relativo all'Assemblea per la nuova Costituzione dello Stato, al giuramento dei membri del governo ed alla facoltà del governo di emanare norme giuridiche, emanato dal governo De Gasperi (1°).
38. ↑   Assemblea Costituente del 2 giugno 1946, in Archivio Storico delle Elezioni, Ministero dell'interno. URL consultato il 15 settembre 2015 (archiviato il 7 dicembre 2016).
39. 1 2  Onida e Gorlero, 2011, p. 11.
40. ↑   Camera dei Deputati, Proposta di Legge N. 2641, su camera.it. URL consultato il 10 marzo 2017 (archiviato il 14 marzo 2017).
41. ↑   Seduta completa pomeridiana Lunedì 22 dicembre 1947 (PDF), su legislature.camera.it. URL consultato il 14 aprile 2021.
42. 1 2  Ascheri, 2008, pp. 422-423.
43. 1 2  Onida e Gorlero, 2011, p. 17.
44. ↑  legge costituzionale 1/1953.
45. ↑   Legge 11 marzo 1953, n. 87 : Norme sulla Costituzione e sul funzionamento della corte costituzionale (PDF), su cortecostituzionale.it, Corte costituzionale della Repubblica Italiana. URL consultato il 13 settembre 2017 (archiviato il 14 settembre 2017).
46. ↑  Onida e Gorlero, 2011, p. 18.
47. ↑  Bin e Pitruzzella, 2007, pp. 122-13, 129, 305.
48. ↑  Onida e Gorlero, 2011, p. 17.
49. 1 2  Bin e Pitruzzella, 2007, p. 131.
50. ↑  Onida e Gorlero, 2011, pp. 17-18.
51. ↑   Andrea Pisaneschi, Diritto Costituzionale,  p. 15.
52. ↑   Vincenzo Cocozza, Percorsi ricostruttivi per la lettura della Costituzione italiana,  38-9.
53. ↑   Vincenzo Cocozza, Percorsi ricostruttivi per la lettura della Costituzione italiana,  38.
54. ↑   Norberto Bobbio e Franco Pierandrei, Introduzione alla Costituzione, collana Collezione scolastica, XXIV, Editori Laterza, 1982  [1959],  p. 20, OCLC 896184660.
«Sinteticamente, la Costituzione italiana è una Costituzione ispirata a ideali liberali, integrati da ideali socialisti, corretti da ideali cristiano-sociali.»
55. 1 2  Bin e Pitruzzella, 2007, p. 132.
56. ↑   Ordine del giorno Perassi., su share.dschola.it. URL consultato il 29 settembre 2010 (archiviato il 4 marzo 2013).
57. ↑   Il preambolo che non c'è, su cubia.wordpress.com. URL consultato il 7 settembre 2017 (archiviato il 7 settembre 2017).
58. ↑   I preamboli delle Costituzioni, su simone.it. URL consultato il 7 settembre 2017 (archiviato l'8 settembre 2017).
59. ↑  Onida e Gorlero, 2011, p. 12.
60. ↑  Bortolani, p. 5.
61. 1 2 3 4 5 6 7 8 9 10 11 12 13 14 15 16 17 18 19 20 21 22 23 24 25 26 27 28 29 30 31 32 33 34 35 36 37 38   Costituzione della Repubblica Italiana (PDF), su quirinale.it. URL consultato l'11 aprile 2017 (archiviato il 14 agosto 2018).
62. ↑  Giorgio Berti, Commento all'art.5 Cost., in Commentario della Costituzione diretto da G.Branca, I, I principi fondamentali, Zanichelli, Bologna, 1975, 277 sgg.
63. ↑  Villa, 2010, p. 137.
64. ↑  Antonio Cassese, Lo Stato e la comunità internazionale (Gli ideali internazionalistici del Costituente), in Commentario della Costituzione a cura di G.Branca,I, I principi fondamentali, Zanichelli, Bologna, 1975, 461 sgg.
65. 1 2  Villa, p. 138.
66. ↑   LEGGE 4 dicembre 2017, n. 181 - Gazzetta Ufficiale, su gazzettaufficiale.it, 15 dicembre 2017. URL consultato il 15 dicembre 2017 (archiviato il 16 dicembre 2017).
67. ↑   Pietro Semeraro, L' esercizio di un diritto. Milano, 2009, p. 95.
68. ↑  Onida e Gorlero, 2011, p. 99, 102.
69. ↑   Pietro Semeraro, L' esercizio di un diritto, Milano, 2009, p. 97..
70. ↑   Pietro Semeraro, L'esercizio di un diritto, Milano, 2009.
71. ↑  Onida e Gorlero, 2011, pp. 103-109.
72. ↑  Bin e Pitruzzella, 2007, p. 495.
73. ↑   Pietro Semeraro, L'esercizio di un diritto, Milano, 2009, p. 133.
74. ↑  Onida e Gorlero, 2011, p. 123-124, 127-131.
75. ↑   Pietro Semeraro, L'esercizio di un diritto, Milano, 2009, p. 115..
76. ↑  Onida e Gorlero, 2011, pp. 125-127, 133-134.
77. ↑  Onida e Gorlero, 2011, p. 139.
78. ↑  Onida e Gorlero, 2011, pp. 141-142.
79. ↑  Onida e Gorlero, 2011, pp. 140-141.
80. ↑  Onida e Gorlero, 2011, p. 138.
81. ↑  Bin e Pitruzzella, 2007, pp. 222-224.
82. ↑  Bin e Pitruzzella, 2007, p. 231.
83. ↑  Onida e Gorlero, 2011, p. 164.
84. ↑  Onida e Gorlero, 2011, pp. 166, 168-169.
85. ↑   Repubblica.it, Sì dalla Camera all'arresto di Papa. E il Senato salva Tedesco, su repubblica.it. URL consultato il 24 febbraio 2017 (archiviato il 25 febbraio 2017).
86. ↑   Il referendum tra società civile e istituzioni, su academia.edu, in Il Parlamento, 1990. URL consultato il 27 maggio 2020 (archiviato il 28 marzo 2019).
87. ↑  Bin e Pitruzzella, 2007, p. 257.
88. ↑  Bin e Pitruzzella, 2007, p. 258.
89. ↑  Onida e Gorlero, 2011, pp. 212-214.
90. ↑  Bin e Pitruzzella, 2007, p. 260.
91. ↑  Onida e Gorlero, 2011, p. 214.
92. ↑  Bin e Pitruzzella, 2007, p. 262.
93. ↑  Onida e Gorlero, 2011, pp. 229-231.
94. ↑  Bin e Pitruzzella, 2007, p. 190.
95. ↑  Bin e Pitruzzella, 2007, p. 175.
96. ↑  Onida e Gorlero, 2011, p. 260.
97. 1 2  AA.VV., Dalla crisi economica al pareggio di bilancio: prospettive, percorsi e responsabilità, Giuffrè, Milano, 2013.
98. ↑  Onida e Gorlero, 2011, p. 321.
99. ↑  Onida e Gorlero, 2011, pp. 324-325.
100. ↑  Onida e Gorlero, 2011, pp. 380-381.
101. ↑  Onida e Gorlero, 2011, p. 383.
102. ↑  Onida e Gorlero, 2011, pp. 384-386.
103. ↑  Onida e Gorlero, 2011, pp. 396-397.
104. ↑  Onida e Gorlero, 2011, p. 391.
105. ↑  Fulco Lanchester LA COSTITUZIONE DEL 1948 E L'ORGANO DI GARANZIA ESTERNO, IL POLITICO (Univ. Pavia, Italy), 2009, anno LXXIV, n. 3, pp. 51-66.
106. ↑  Bin e Pitruzzella, 2007, p. 412.
107. ↑  Bin e Pitruzzella, 2007, pp. 413-414.
108. ↑  Bin e Pitruzzella, 2007, pp. 417-421.
109. ↑  Bin e Pitruzzella, 2007, p. 426.
110. ↑  Onida e Gorlero, 2011, pp. 344-366.
111. ↑  Onida e Gorlero, 2011, p. 344.
112. ↑  Onida e Gorlero, 2011, p. 348.
113. ↑  Onida e Gorlero, 2011, p. 355.
114. ↑  Onida e Gorlero, 2011, p. 356.
115. ↑   Disposizioni transitorie e finali, su it.wikisource.org. URL consultato il 7 settembre 2017 (archiviato il 7 settembre 2017).
116. ↑   Pietro Semeraro, L'esercizio di un diritto, Milano, 2009, p. 81.
117. ↑  Bin e Pitruzzella, 2007, p. 321.
118. ↑  Armaroli Paolo, La Costituzione, trent' anni dopo, in Diritto e società, 1978 fasc. 3, pp. 593 - 599.
119. 1 2   Revisione costituzionale, in Treccani.it – Enciclopedie on line, Roma, Istituto dell'Enciclopedia Italiana.
120. ↑   Paolo Barile e Ugo De Siervo, Revisione della Costituzione, in Novissimo Digesto Italiano, vol. 15, Torino, UTET, 1968,  p. 776. Cit. da  Giuseppe Busia, Il referendum costituzionale fino al suo debutto: storia di un cammino carsico di oltre cinquant'anni (PDF), in Nomos. Le attualità del diritto, vol. 8, n. 2, Roma, Istituto poligrafico dello Stato, 2003,  p. 14. URL consultato il 17 febbraio 2017 (archiviato il 18 febbraio 2017).
121. ↑  Decreto legislativo luogotenenziale 16 marzo 1946, n. 98, articolo 3
122. ↑  L.cost. 11 marzo 1953, n. 1 - Norme integrative della Costituzione concernenti la Corte costituzionale.
123. ↑  L.cost. 9 febbraio 1963, n. 2 - Modificazioni agli articoli 56, 57 e 60 della Costituzione.
124. ↑  L.cost. 22 novembre 1967, n. 2 - Modificazioni dell'articolo 135 della Costituzione e disposizioni sulla Corte costituzionale.
125. ↑  L.cost. 16 gennaio 1989, n. 1 - Modifiche degli articoli 96, 134 e 135 della Costituzione e della L.cost. 11 marzo 1953, n. 1, e norme in materia di procedimenti per i reati di cui all'articolo 96 della Costituzione.
126. ↑  L.cost. 6 agosto 1993, n. 1 - Funzioni della Commissione parlamentare per le riforme istituzionali e disciplina del procedimento di revisione costituzionale.
127. ↑  L.cost. 23 ottobre 2002, n. 1 - Legge costituzionale per la cessazione degli effetti dei commi primo e secondo della XIII disposizione transitoria e finale della Costituzione.
128. ↑  F. Teresi, La strategia delle riforme. Le riforme istituzionali in Italia tra governabilità, partecipazione e trasparenza, Torino, Giappichelli, 1996.
129. ↑  L.cost. 30 maggio 2003, n. 1 - Modifica dell'art. 51 della Costituzione.
130. ↑  L.cost. 2 ottobre 2007, n. 1 - Modifica all'articolo 27 della Costituzione, concernente l'abolizione della pena di morte.
131. ↑  Carlo Fusaro, PER UNA STORIA DELLE RIFORME ISTITUZIONALI (1948-2015), Rivista Trimestrale di Diritto Pubblico, fasc.2, 2015, pag. 431.
132. ↑   Testo di legge costituzionale approvato in seconda deliberazione a maggioranza assoluta, ma inferiore ai due terzi, pubblicato nella GU n. 269 del 18 novembre 2005. Indetto referendum popolare: GU n. 100 del 2 maggio 2006., su senato.it. URL consultato il 7 giugno 2016 (archiviato l'8 agosto 2016).
133. ↑  Giampiero Buonomo,  La figura del presidente della Repubblica nel d.d.l. costituzionale, in Nuova Rassegna di legislazione, dottrina e giurisprudenza, 1º gennaio 2004.
134. ↑  Perrone Leonardo, La sovranità impositiva tra autonomia e federalismo, Riv. dir. trib. 2004, pag. 1173, fasc. 11.
135. ↑  Carlo Rapicavoli, La riforma costituzionale sul pareggio di bilancio, su filodiritto.com, 2012
136. ↑   Decreto del Presidente della Repubblica del 27 settembre 2016, in Gazzetta Ufficiale della Repubblica Italiana, Serie Generale n. 227, 28 settembre 2016. URL consultato il 29 settembre 2016 (archiviato il 7 ottobre 2016).
137. ↑   Referendum 2016 scrutini, su elezioni.interno.it, Ministero dell'interno, 5 dicembre 2016. URL consultato il 5 dicembre 2016 (archiviato il 4 dicembre 2016).
138. ↑   Tutela dell’ambiente e degli animali nella Costituzione: la riforma è legge, su Altalex, 9 febbraio 2022. URL consultato il 9 febbraio 2022.
139. ↑   Tommaso Edoardo Frosini, Il diritto costituzionale all'insularità, in Federalismi.it, 16 novembre 2022. URL consultato il 6 febbraio 2024.
140. ↑   Legge costituzionale 7 novembre 2022, n. 2, su gazzettaufficiale.it, 15 novembre 2022. URL consultato il 20 novembre 2022.
141. ↑   Legge costituzionale 26 settembre 2023, n. 1, su gazzettaufficiale.it, 7 ottobre 2023. URL consultato il 9 ottobre 2023.